# Tertiärer Bildungsbereich in den Vereinigten Staaten

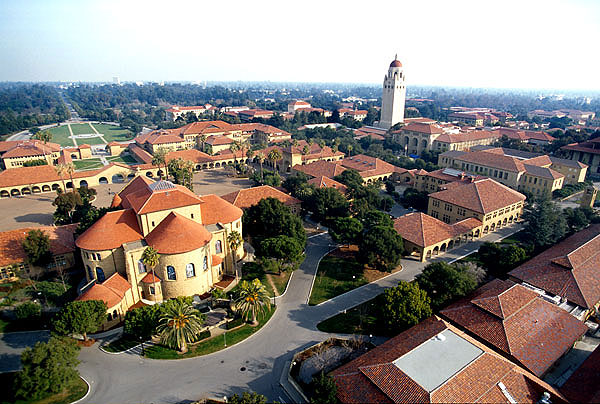
Stanford University, eine der renommiertesten Hochschulen der Vereinigten Staaten

Der tertiäre Bildungsbereich in den Vereinigten Staaten ist der Teil im Bildungssystem, der auf der High School aufbaut. Der tertiäre Bildungsbereich (englisch Higher Education, Postsecondary Education) ist der Bereich der institutionalisierten höheren Bildung und hat im Jahr 2017 in den Vereinigten Staaten 4298 Hochschulen umfasst. Diese werden teils als Universities, teils als Colleges bezeichnet. Mehr als die Hälfte davon sind private Hochschulen; die übrigen befinden sich in öffentlicher Hand.
Gegliedert ist die tertiäre Bildung in den USA in ein grundständiges Studium (Undergraduate Studies) und darauf aufbauende weitere Studien (Advanced Studies). Im grundständigen Studium wird teils das allgemeinbildende Programm der High Schools fortgesetzt, teils werden berufliche Qualifikationen vermittelt, teils Voraussetzungen für anschließende Studien geschaffen. Bei den Advanced Studies sind Masterstudiengänge von speziellen berufsbildenden Studiengängen zu unterscheiden. Während die ersteren der Weiterqualifizierung im bisherigen Hauptfach dienen, konzentrieren die letzteren sich auf die Berufsausbildung in speziellen Fächern wie Recht oder Medizin, die neben der Fachqualifikation auch eine umfassende Grundlagenbildung voraussetzen.

## Allgemeine Statistik

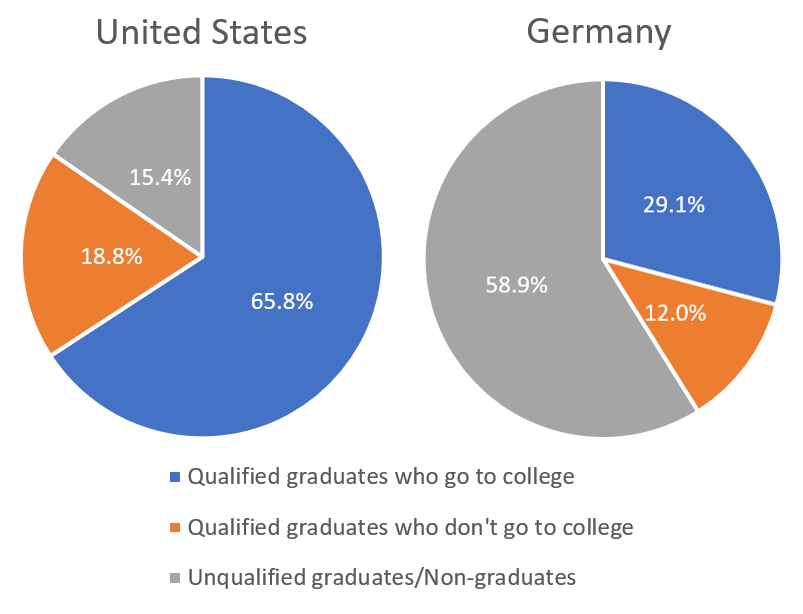
In den USA studieren fast zwei Drittel aller Schulabgänger, in Deutschland knapp ein Drittel.

In den Vereinigten Staaten gibt es mehr Spitzenuniversitäten als in allen anderen Ländern der Erde. So führen die QS World University Rankings für das Jahr 2020 unter den 100 am höchsten bewerteten Universitäten 29 amerikanische auf; an zweiter Stelle folgt Großbritannien (18) und an dritter Australien (7).
Nach Indien, wo im Jahre 2017 fast 50.000 Universitäten, Colleges und ähnliche Bildungseinrichtungen bestanden haben, sind die Vereinigten Staaten das Land mit der zweitgrößten Anzahl an Hochschulen. Selbst in der Volksrepublik China bestanden noch im Jahre 2018 „nur“ 2663 Hochschulen, wobei an diesen allerdings mehr als 28 Mio. Menschen studieren.
Nach Kanada, Japan und Südkorea zählen die Vereinigten Staaten auch zu den vier Ländern mit der größten Verbreitung akademischer Bildung. Mehr als 60 % der 18- bis 24-Jährigen besuchen eine Hochschule oder haben eine Hochschule besucht. 41,9 % aller Erwachsenen haben einen Hochschulabschluss. Der Anteil der Erwachsenen, die mindestens einen Bachelorabschluss besitzen, hat sich seit dem Ende des Zweiten Weltkrieges versiebenfacht; im Jahre 2017 betrug er 32,3 %.
|                                            |                                            | Vereinigte Staaten  | Deutschland        | Stand und Quellen |
| ------------------------------------------ | ------------------------------------------ | ------------------- | ------------------ | ----------------- |
| Zahl der Hochschulen                       | öffentliche                                | 1626 (37,8 %)       | 274 (63,9 %)       | 2017              |
| Zahl der Hochschulen                       | private                                    | 2672 (62,2 %)       | 155 (36,1 %)       | 2017              |
| Zahl der Hochschulen                       | insgesamt                                  | 4298                | 429                | 2017              |
| Einwohner pro Hochschule                   | Einwohner pro Hochschule                   | 75.779              | 192.354            | 2017              |
| Zahl der Studierenden                      | an öffentlichen Hochschulen                | 14,56 Mio. (74,1 %) | 2,61 Mio. (91,9 %) | 2017              |
| Zahl der Studierenden                      | an privaten Hochschulen                    | 5,1 Mio. (25,9 %)   | 230.197 (8,1 %)    | 2017              |
| Zahl der Studierenden                      | insgesamt                                  | 19,66 Mio.          | 2,84 Mio.          | 2017              |
| Im Studium befindlicher Bevölkerungsanteil | Im Studium befindlicher Bevölkerungsanteil | 6,0 %               | 3,4 %              | 2017              |
| Lehrpersonal                               | ordentliche Professoren                    | 181.530 (23 %)      | 47.568 (19 %)      | USA: 2013 D: 2019 |
| Lehrpersonal                               | andere                                     | 609.861 (77 %)      | 201.967 (81 %)     | USA: 2013 D: 2019 |
| Lehrpersonal                               | Verhältnis von Lehrenden zu Studierenden   | 1:24,8              | 1:11,4             | USA: 2013 D: 2019 |

## Alternativen zum Hochschulstudium

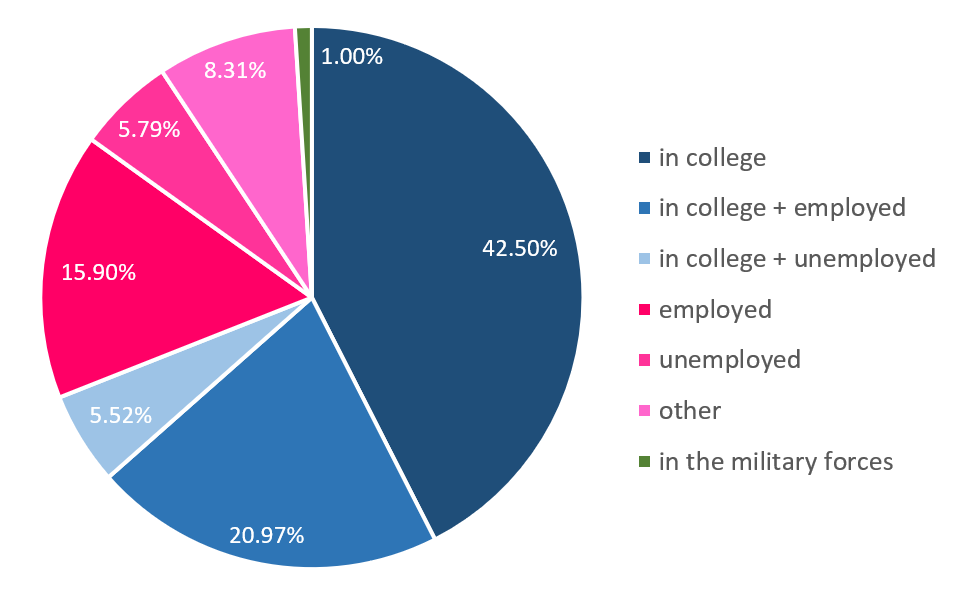
Was Amerikaner direkt nach der High School tun. 31 % studieren nicht; die meisten davon gehen direkt in die Erwerbstätigkeit.

### Berufsausbildung On-the-job
Der hohe Studierendenanteil in den Vereinigten Staaten erklärt sich unter anderem vor dem Hintergrund, dass dort weniger Formen der Berufsausbildung bestehen als im deutschsprachigen Raum. So sind in den USA z. B. weder das Konzept der dualen Ausbildung noch Berufsfachschulen noch Fachoberschulen verbreitet. Die innerbetriebliche Ausbildung erfolgt grundsätzlich als On-the-Job-Training (OJT), wobei insbesondere große Firmen für ihre Mitarbeiter häufig eigene Ausbildungs- und Trainingsprogramme betreiben. Im Jahre 2018 waren in den Vereinigten Staaten 5,1 Mio. 16- bis 19-Jährige bereits erwerbstätig, wobei auch viele Studierende, um ihr Studium finanzieren zu können, jobben oder arbeiten müssen.

### Militärlaufbahn
Obwohl die Rekruteure der United States Army an den High Schools starke Werbepräsenz haben, ist das Interesse der Absolventen an einer Militärlaufbahn derzeit gering. Nach einer Untersuchung aus dem Jahre 2017 kamen von den zum Befragungszeitpunkt 17- bis 24-Jährigen für eine Aufnahme ins Militär nur 0,4 % in Frage. Der Anteil der 17- bis 19-Jährigen betrug im Jahre 2016 bei der Navy und der Air Force je 6 %, bei der Army 9 % und bei den Marines 16 %. Die Gesamtzahl der Teenager in den amerikanischen Streitkräften betrug damit rund 110.000.
Die Streitkräfte der Vereinigten Staaten betreiben fünf eigene Hochschulen: die US Military Academy in Westpoint, die US Naval Academy, die US Air Force Academy, die US Coast Guard Academy und die US Merchant Marine Academy. Aktive Soldaten können, wenn sie an einer dieser Schulen studieren, bis zu 100 % der Studiengebühren erstattet bekommen. Im Jahre 2015 hatten 8 % der Mannschaften und 84 % der Offiziere mindestens einen Bachelorgrad.
Es besteht auch die Möglichkeit, sich im Rahmen des Reserve Officer Training Corps zum Reserveoffizier ausbilden zu lassen. In diesem Fall übernimmt das Militär üblicherweise einen großen Teil der Ausbildungskosten.

## Geschichte

### Kolonialzeit

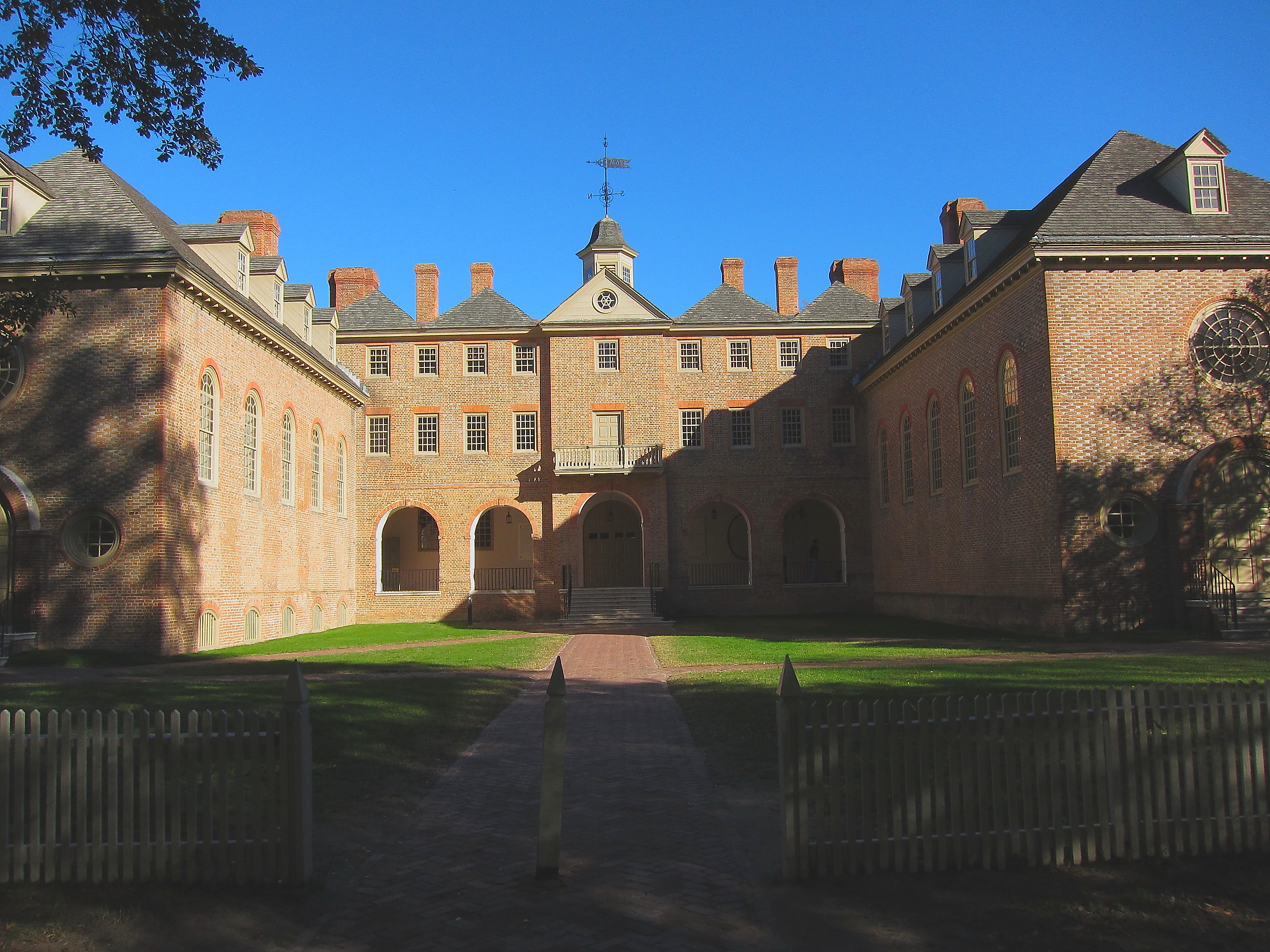
Das 1700 errichtete Wren Building des College of William and Mary (Williamsburg, Virginia) ist das älteste erhaltene Universitätsgebäude der Vereinigten Staaten.

Die erste Hochschule auf dem Gebiet der heutigen Vereinigten Staaten war das 1636 als Lateinschule gegründete New College (ab 1639: Harvard College), aus dem nach der Gründung der Harvard Medical School (1782) die Harvard University hervorging. Auf Harvard folgten William and Mary (1693), St. John’s (1696), Yale (1701), University of Pennsylvania (1740), Moravian College (1742), Princeton (1746), Washington and Lee (1747), Columbia (1754), Brown (1764), Rutgers (1766) und Dartmouth (1769). Als erste medizinische Hochschule wurde unter dem Dach der University of Pennsylvania 1765 die Perelman School of Medicine gegründet.
Mit ihrem Konzept der Vereinigung von Leben und Lernen (collegiate system) und ihrer privaten Finanzierung waren die Hochschulen der Kolonialzeit am Vorbild der traditionsreichen britischen Universitäten – insbesondere Oxford und Cambridge – orientiert. In Abweichung vom britischen Vorbild waren die amerikanischen Colleges berechtigt, ohne Mitwirkung der übergeordneten Universität selbst akademische Grade zu verleihen. Obwohl die Colleges neben Endowments, Spenden und Studiengebühren auch Geld von der britischen Krone erhielten und die Studierenden für die Vorlesungen häufig Eintrittskarten kaufen mussten, war ihre finanzielle Ausstattung in den ersten Jahrhunderten mehr als bescheiden.

### Von der Unabhängigkeitserklärung bis zum Amerikanischen Bürgerkrieg
Thomas Jefferson, einer der Gründerväter der Vereinigten Staaten, initiierte 1779 A Bill for the More General Diffusion of Knowledge, ein seitdem viel zitiertes Gesetz, mit dem ein aus Steuermitteln finanziertes öffentliches Bildungssystem angekündigt wurde, das allen freien Kindern, Frauen und Männern für jeweils drei Jahre würde offenstehen.
1785 wurde in Athens, Georgia mit der University of Georgia die erste öffentliche Hochschule der Vereinigten Staaten gegründet. Zwar hatten die Bundesstaaten ein gewisses Interesse daran, das Bildungswesen durch eigene Hochschulen direkter kontrollieren zu können, doch scheuten sie gleichzeitig die damit verbundene finanzielle Verantwortung.
Im 19. Jahrhundert waren die meisten amerikanischen Hochschulen wenig exklusiv und erhoben von ihren Studierenden nur geringe Gebühren, wobei insbesondere kleine kirchennahe Colleges für ein breites Publikum offenstanden. Teure und exklusive Hochschulen, in denen vorzugsweise der Nachwuchs der Wohlhabenden studierte, bestanden nur in den Südstaaten (South Carolina College, University of Virginia). Die am stärksten nachgefragten Studienfächer waren Theologie, Erziehung, Recht und Ingenieurwissenschaften.
Die Verdoppelung der Studierendenzahlen zwischen 1800 und 1860 bildet eine in dieser Zeit gestiegenen Nachfrage nach Hochschulbildung ab. Während zu Beginn des 19. Jahrhunderts nur 0,6 % der 16- bis 25-jährigen Männer studierten, betrug dieser Anteil Mitte des Jahrhunderts etwa 1,75 %. Im Jahre 1870 betrug die Zahl der verliehenen Hochschulabschlüsse etwas über 9.000. Die große Mehrzahl der Bevölkerung erachtete Hochschulbildung jedoch als nicht profitabel. Dass eine formale höhere Bildung lange Zeit nicht einmal bei Inhabern von Spitzenpositionen erwartet wurde, veranschaulicht das Beispiel des zweimaligen US-Präsidenten Grover Cleveland (1885–1889, 1893–1897), der als Berufsjurist sein Fachwissen nicht an einer Hochschule, sondern in einer Anwaltskanzlei erworben hatte. Mit Ausnahme des Priesternachwuchses wurden die meisten Berufsakademiker (engl. Professionals, insbesondere Juristen und Ärzte) bis nach dem Amerikanischen Bürgerkrieg nicht an Hochschulen, sondern in individuellen Praxen ausgebildet, die auch wenig Berührung mit dem aktuellen Wissensstand des Faches hatten. Viele Amerikaner gingen, um einen höheren akademischen Grad zu erlangen, nach Europa, insbesondere nach Deutschland.
Zu verstehen ist dies auch vor dem Hintergrund, dass der sekundäre und der tertiäre Bildungsbereich noch Mitte des 19. Jahrhunderts keineswegs klar voneinander geschieden waren, sondern einen fließenden Übergang bildeten. So bot beispielsweise das 1831 gegründete Genesee Wesleyan Seminary in Lima, New York Unterricht vom Elementar- bis zum Hochschulniveau an; 1850 verselbstständigte sich daraus das Genesee College, aus dem 1869 wiederum die Syracuse University hervorging.
Frauen waren von der höheren Bildung nicht ausgeschlossen. Bereits 1860 bestanden landesweit mindestens 45 Hochschulen, die Frauen akademische Abschlüsse anboten. Als die erste höhere Bildungseinrichtung in den Vereinigten Staaten, in denen Frauen vollwertige Abschlüsse erwerben konnten, gilt das 1839 eröffnete Wesleyan College in Macon, Georgia. Catherine Brewer erwarb hier 1840 als erste Amerikanerin den Bachelorgrad. 1877 erwarb Helen Magill an der Boston University als erste Amerikanerin einen Doktorgrad.

### Nach dem Bürgerkrieg
1862 wurde das erste Morrill-Gesetz (Morrill Land-Grant act) verabschiedet, das die rechtliche Grundlage dafür bildete, dass ein neuer Typus von öffentlichen Hochschulen entstehen konnte, der in der Folgezeit weite Verbreitung fand: die Land-grant University. Hintergrund dieser Entwicklung war eine Umstellung der nationalen Wirtschaft weg von der Ausbeutung der Bodenschätze hin zur Landwirtschaft. Während die frühen amerikanischen Hochschulen mehrheitlich Liberal Arts Colleges gewesen waren, entstanden mit den Land-grant-Universitäten erstmals Einrichtungen, die vorrangig praxisorientiertes Know-how vermitteln sollten. Dem politischen Wunsch nach einem rapiden Aufbau der amerikanischen Wirtschaft entsprechend, waren die Land-grant-Universitäten anfangs vor allem Agrikultur- und Ingenieursschulen. Finanziert wurden sie dadurch, dass die Bundesregierung den Bundesstaaten Landbesitz übertrug, mit der Auflage, die Erträge aus Verkauf oder Nutzung dieses Endowments für den Aufbau und die laufenden Kosten der Schulen zu nutzen. Zu den ersten Hochschulen, die zu Land-grant-Universitäten wurden, zählen Michigan State und Penn State (beide 1855). Im Jahre 2014 bestanden landesweit 106 Land-grant-Universitäten, darunter viele Staatsuniversitäten, aber auch eine kleine Anzahl privater Einrichtungen, wie das MIT (1861), Cornell (1865) und die Tuskegee University (1881). Cornell setzte mit seiner Fusion von Akademischem und Praktischem den Standard für die Staatsuniversitäten. Weit überflügelt wurde die Zahl der neuen Land-grant-Universitäten in der zweiten Hälfte des 19. Jahrhunderts von neu gegründeten kirchennahen Vielzweck-Colleges. Ferner gründeten vermögende Stifter eigene Universitäten, so die Vanderbilt University in Nashville (1875), die Stanford University in Kalifornien (1891) oder die auch „Rockefeller-University“ genannte Universität von Chicago (1891). Auch die Traditionscolleges erweiterten im 19. Jahrhundert ihre Studienangebote oder formierten sich sogar zu Universitäten (1857 Columbia, 1887 Yale, 1896 Princeton). Wie das Beispiel des Harvard-Präsidenten Charles William Eliot zeigt, waren es gelegentlich Einzelpersonen, die unbedeutende Provinzcolleges in moderne Universitäten verwandelten.
Die 1876 in Baltimore gegründete Johns Hopkins University war die erste amerikanische Hochschule, die Forschung und Lehre von Anfang an miteinander verband. Ihr Vorbild waren die von Wilhelm von Humboldts Ideen geprägten deutschen Universitäten – insbesondere die Universität Heidelberg – gewesen. Forschung war in den Vereinigten Staaten bis dahin oft eine Frage der Initiative individueller Personen gewesen (Beispiele: Benjamin Franklin, Benjamin Rush, Thomas Edison). Bis zum Amerikanischen Bürgerkrieg haben nur etwa die Hälfte der Wissenschaftler an Universitäten gearbeitet. Wenn Hochschullehrer forschten, so setzte dies stets voraus, dass die Lehre durch die Forschung nicht gestört wurde.
In den 1880er Jahren wandelte sich die High School, die bis dahin eine Art College fürs breite Volk gewesen waren, in eine Vorbereitungsschule für künftige Collegestudenten. Die Nachfrage nach technischen Studiengängen stieg stark an. Hatten in den 1880er Jahren noch jährlich 4000 Amerikaner einen Abschluss in Engineering erworben, so waren es in den 1890er Jahren bereits mehr als 20.000, und in der folgenden Dekade noch einmal doppelt so viele.

### 20. Jahrhundert

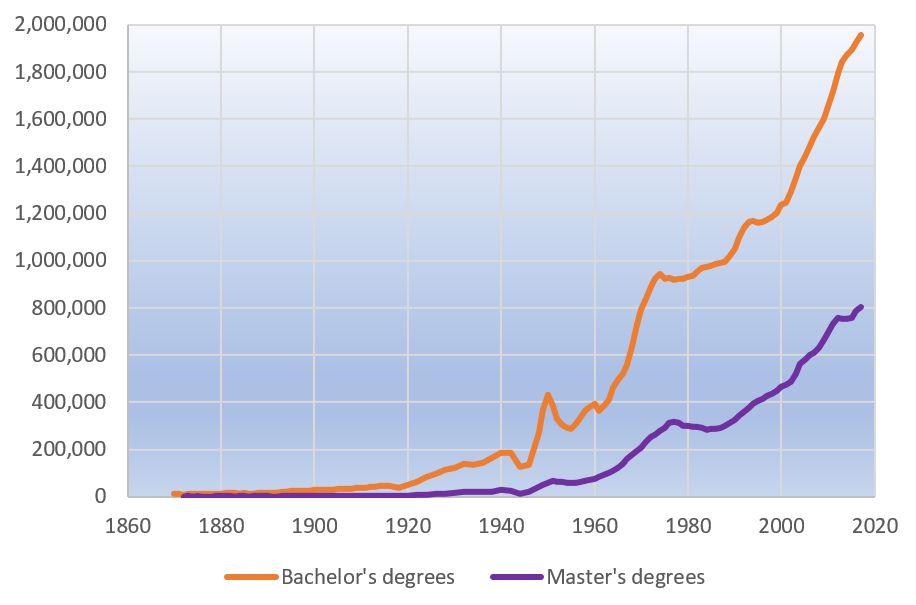
Anzahl der jährlich verliehenen Bachelor- und Mastergrade 1870–2017

Die Mehrzahl der Bundesstaaten hat bis zum 20. Jahrhundert entschieden, ihren Bedarf an praxisorientierten Hochschulen nicht mehr durch Land-grant-Universitäten, sondern durch spezielle Landwirtschaftshochschulen und Colleges of Agriculture and Mechanic Arts („A&Ms“) zu decken.
Viele praxisorientierte Hochschulen begannen im 20. Jahrhundert, im Forschungsbereich eng mit der Industrie zusammenzuarbeiten. Den Anfang machte hier das MIT, das bereits im ausgehenden 19. Jahrhundert mit AT&T zusammengearbeitet hatte und zum alleinigen Zweck der Industrieforschung 1908 ein Research Laboratory for Applied Chemistry gründete.

### Nach dem Zweiten Weltkrieg

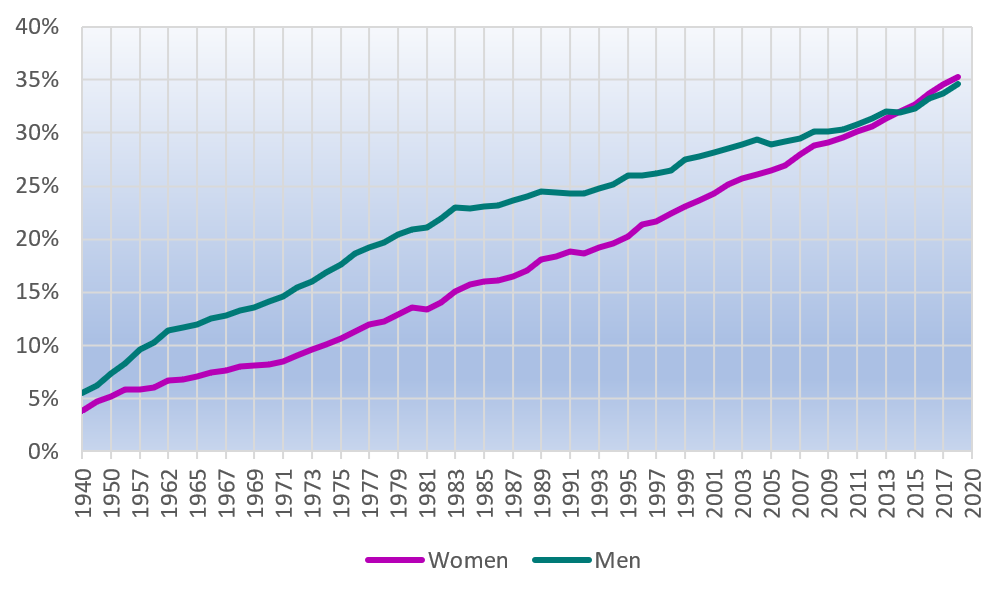
Anteil der erwachsenen Amerikaner mit mindestens 4-jährigem Collegebesuch (1940–2018)

Sehr viele US-amerikanische Universitäten sind erst durch die erheblichen Verteidigungsausgaben der US-amerikanischen Regierung nach dem Zweiten Weltkrieg und im Kalten Krieg zu dem geworden, was sie heute sind. So hatten vor dem Krieg z. B. die Harvard University oder das Massachusetts Institute of Technology (MIT) mit erheblichen finanziellen Problemen zu kämpfen. Hinzu kamen die in die USA zwangsemigrierten Spitzenwissenschaftler vor 1945 und dem Kalten Krieg aus ganz Europa.

## Finanzierung der Hochschulen
Im Jahre 2017 beliefen sich die Gesamtkosten der amerikanischen Hochschulen auf 583 Mrd. US$ (zum Vergleich Deutschland: 54 Mrd. €).

### Einnahmen

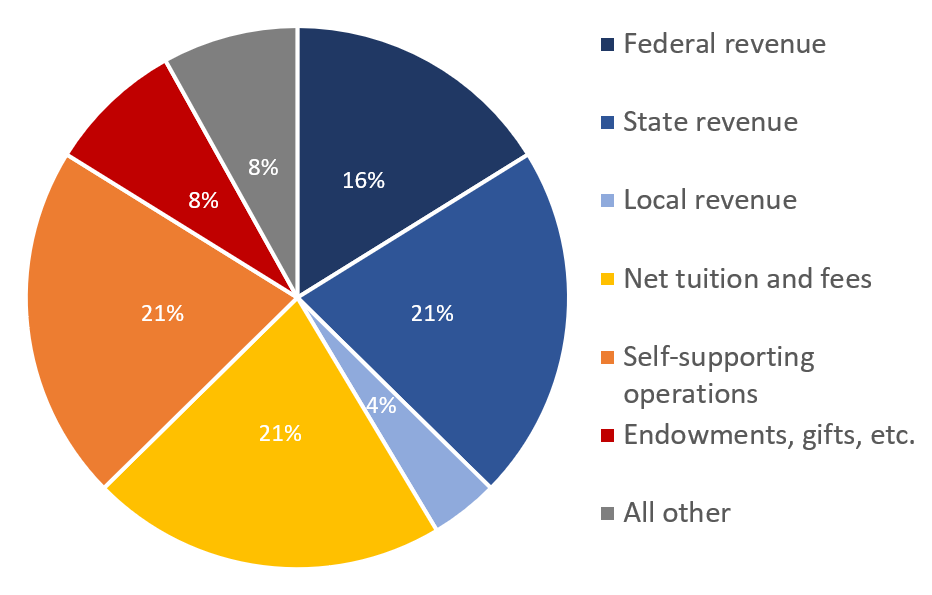
Zusammensetzung der Einnahmen der amerikanischen Hochschulen

Folgende Geldquellen tragen in den Vereinigten Staaten zur Finanzierung der Hochschulen bei:
- Steuermittel des Bundes (öffentliche und private Hochschulen)
- Steuermittel des jeweiligen Bundesstaates (nur öffentliche Hochschulen)
- Steuermittel der Gemeinden (hauptsächlich Community Colleges)
- Studiengebühren
- Einnahmen aus eigenen wirtschaftlichen Unternehmungen:

- aus Studentenwohnheimen, Mensen, Universitätsbuchhandlungen usw.
- aus Hochschulkliniken und anderen hochschuleigenen Serviceeinrichtungen

- Investitionsgewinne, Stiftungsgelder (Endowments), Spenden usw. (hauptsächlich private Hochschulen)

#### Zuschüsse des Bundes

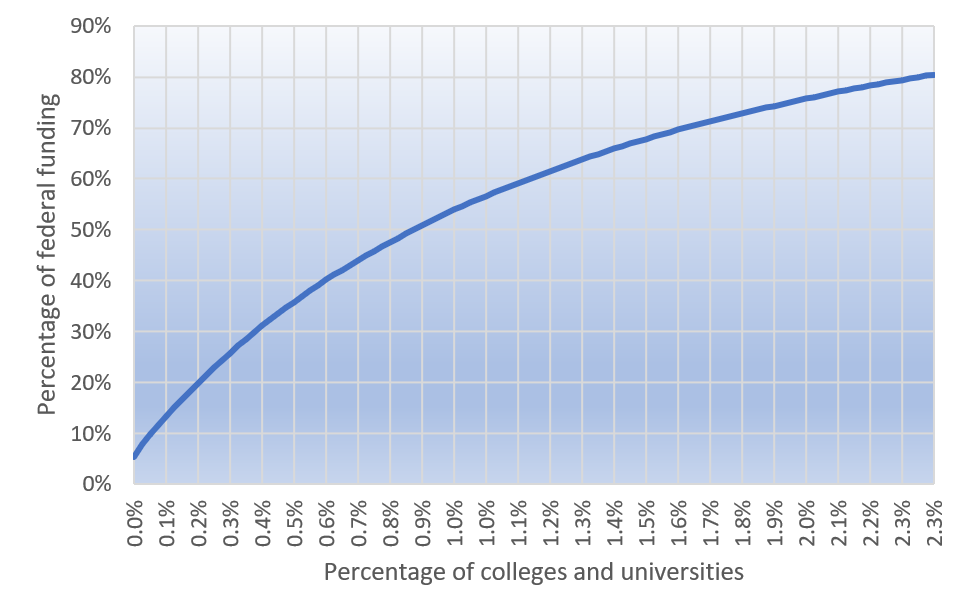
Bei der Verteilung der Bundesmittel bekommen sehr wenige Hochschulen (darunter Eliteschulen wie Johns Hopkins University, Stanford und Columbia) den größten Teil des Geldes.

Der Bund gab im Jahre 2017 für alle Hochschulen (öffentliche und private) insgesamt etwas mehr als 40 Mrd. US$; diese Summe setzt sich zusammen aus Mitteln des Sozialministeriums, des Verteidigungsministeriums, der National Science Foundation und anderer Bundeseinrichtungen. Im bevölkerungsreichsten Bundesstaat Kalifornien z. B. erhielten die Privatuniversitäten aus Washington 1,05 Mrd. US$, darunter allein Stanford 0,71 Mrd. US$, gefolgt von Caltech mit 0,28 Mrd. US$; die öffentlichen Hochschulen wurden mit 3,05 Mrd. US$ gefördert (Netz der University of California: 2,87 Mrd. US$, Netz der California State University: 0,17 Mrd. US$). Die am großzügigsten geförderte Einzeleinrichtung des Landes war die Johns Hopkins University (2,18 Mrd.) in Baltimore, Maryland.

#### Zuschüsse der Bundesstaaten und Gemeinden
Die Bundesstaaten und Gemeinden haben im Schuljahr 2017/2018 für jeden Studierenden 8700 US$ und für die Hochschulen insgesamt 85,8 Mrd. US$ aufgebracht.
Die Bundesstaaten finanzieren u. a. die vierjährigen staatlichen Universitäten und die von ihnen vergebenen Stipendien. Im Steuerjahr 2016 haben sie durchschnittlich 18 % ihrer verfügbaren Mittel für die Hochschulen ausgegeben. Inflationsbereinigt sind ihre Beiträge von 2008 bis 2017 um fast 9 Mrd. US$ gesunken.
Die Gemeinden finanzieren die Community Colleges. Im Jahre 2016 haben sie dafür durchschnittlich 3 % ihrer Mittel aufgewendet. In 45 der 50 Bundesstaaten betrug der Anteil der Gemeinden an der Finanzierung der Hochschulen weniger als 25 %. Im Schuljahr 2017/2018 betrug die Beteiligung der Gemeinden an der von der öffentlichen Hand innerhalb des Staates aufgebrachten Finanzierung 13 %.

#### Studiengebühren

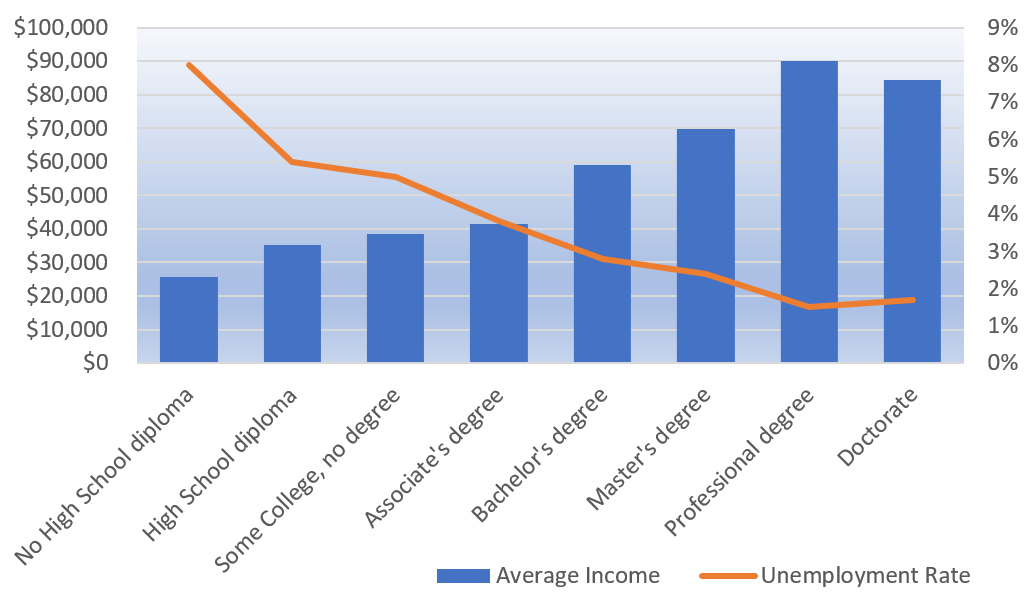
Ein höherer Bildungsabschluss macht nicht nur ein höheres Einkommen wahrscheinlich, sondern auch Erwerbslosigkeit unwahrscheinlicher.

An amerikanischen Hochschulen werden grundsätzlich Studiengebühren (Tuition fees) erhoben. Vor allem an privaten Universitäten und Colleges können diese Gebühren sehr hoch sein, aber auch an staatlichen Hochschulen sind die Gebühren um ein Vielfaches höher als die deutschen Studiengebühren.
Im Jahr 2016 nahmen die amerikanischen Hochschulen über Studiengebühren und Gebühren für andere Bildungsleistungen 85 Mrd. US$ und über Studentenwohnheime, Mensen und Ähnliches 27 Mrd. US$ ein.

##### Höhe der Studiengebühren
Die mittleren Studienkosten (Studiengebühren, Unterkunft und Verpflegung; ohne persönlichen Bedarf) haben sich im Schuljahr 2017/2018 an öffentlichen Hochschulen auf 20.770 US-Dollar und an privaten Hochschulen auf 46.950 US-Dollar pro Jahr belaufen (Deutschland: einschließlich persönlichem Bedarf 9.528 Euro). Die reinen Studiengebühren betragen an öffentlichen vierjährigen Hochschulen im Durchschnitt 10,230 US$ (in-state; out-of-state: 26,290 US$) und an privaten 35,830 US$. Nach den britischen erheben die amerikanischen Hochschulen damit die zweithöchsten Studiengebühren der Welt.
Superlative
- Als die teuerste Hochschule der USA gilt derzeit (2019) das Harvey Mudd College, eine private Undergraduate School in Claremont, Kalifornien. Die Kosten für Studiengebühren, Wohnheim und Mensa summieren sich dort zu 75.003 US-Dollar pro Jahr auf. Nicht enthalten sind in diesem Betrag Kosten für Lernmittel, persönlichen Bedarf und Transport. Ähnlich hoch sind die Kosten für die University of Chicago, die Columbia University, das Barnard College und das Scripps College.[66]
- Die höchsten Studiengebühren (ohne Kosten für Wohnheim und Mensa) erhebt derzeit (2019) die Columbia University, nämlich 61.850 US$ pro Jahr. Ähnlich hoch sind die Studiengebühren der University of Chicago, des Landmark College, des Trinity College und des Franklin and Marshall College.[67]
- Die Privathochschule mit den niedrigsten Studiengebühren ist mit 5790 US-Dollar derzeit (2019) die mormonische Brigham Young University.[67]

##### Studienfinanzierung und -förderung

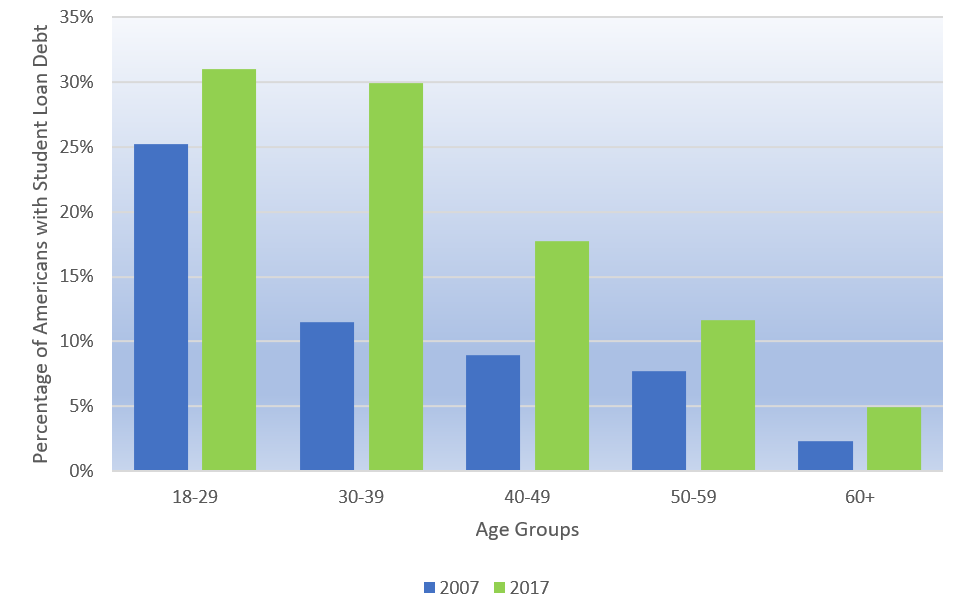
Die Verschuldung der amerikanischen Bevölkerung mit Studienkrediten hat in den letzten 10 Jahren massiv zugenommen.

Viele amerikanische Familien legen bereits bei der Geburt eines Kindes ein Ausbildungskonto (College Plan) an. Soziale Härten werden in vielen Fällen jedoch durch ein umfangreiches Netz von Stipendien (Grants, Tuition Waivers) und festverzinsten Darlehen abgefangen. Staatliche Ausbildungsförderung (Federal Student Aid, dem deutschen BAföG entsprechend) ist in den USA weiter verbreitet und leichter erreichbar als in Deutschland, sodass manche Studenten eine teure Ausbildung ausschließlich auf Kosten des Staates unternehmen können. Staatliche Zuschüsse (Grants) müssen nie zurückgezahlt werden.

Nicht nur sozial benachteiligte Studenten haben eine Chance auf ein Stipendium. Besonders gute Studenten können auf ein akademisches Stipendium hoffen, besonders sportliche auf ein Sportstipendium. Dessen Empfänger treten dann in ihrer Sportart für die jeweilige Universitätsmannschaft an. Für die Universitäten ist eine gute Sportmannschaft wichtig, um ihren Bekanntheitsgrad zu fördern und damit an Prestige zu gewinnen. Gerade Sportstipendien eröffnen auch vielen ausländischen Studenten die Möglichkeit, sich ein Studium in den USA zu finanzieren. Eine gute Gelegenheit, ein solches Stipendium zu ergattern, bieten so genannte Sportcamps.
Im Jahre 2018 waren 44,7 Mio. Amerikaner (13,7 %) mit Studienkrediten verschuldet. Im März 2019 waren es bereits 54,8 Mio. (16,7 %). Die Schulden dieser Kreditnehmer beliefen sich auf durchschnittlich 29.200 US$ und summierten sich zu einem Gesamtbetrag von 1,6 Billionen US$ auf. Die „Student-debt crisis“ bildet mittlerweile ein bedeutendes Politikum, und eine Reihe demokratischer Kandidaten für die Präsidentschaftswahl 2020 – insbesondere Elizabeth Warren – haben einschneidende Maßnahmen zur Erleichterung der Schuldenlast und zur Kostensenkung im tertiären Bildungsbereich gefordert.

##### Return on Investment

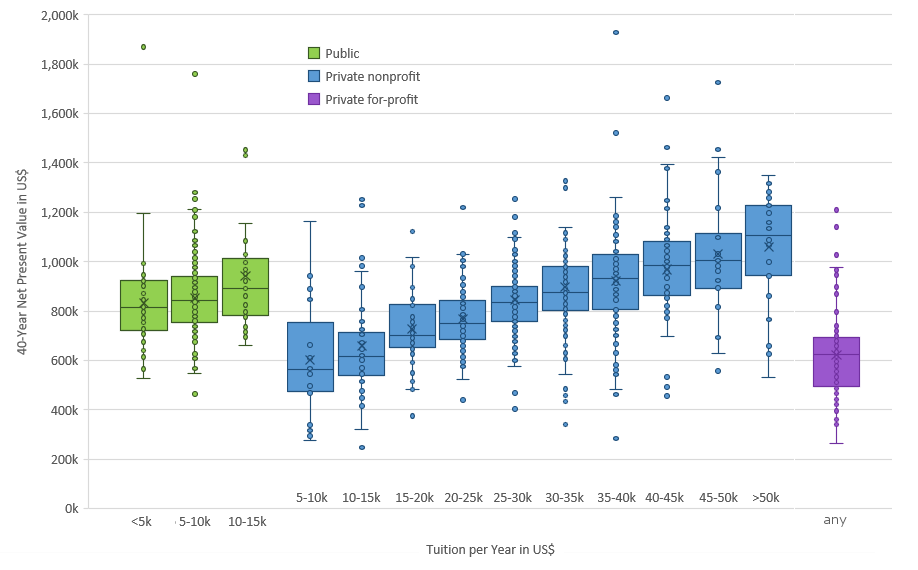
Das Bachelorstudium an einer – preiswerten – öffentlichen Hochschule bringt den Absolventen langfristig meist mehr Einkommensvorteile als das Studium an einer entsprechend teuren Privathochschule. Nur die teuersten Privathochschulen bringen gegenüber einer guten öffentlichen Hochschule ROI-Vorteile.

Angesichts der hohen Studienkosten wählen viele amerikanische High-School-Absolventen ihr College und den geplanten Studienabschluss heute gezielt nach ROI-Kriterien aus. Arbeitnehmer mit Bachelor z. B. verdienen im Durchschnitt 1,67-mal mehr als solche, die nie studiert haben.
Hochschulen helfen ihren Absolventen beim Berufseinstieg u. a. durch ihre Alumni und indem sie auf den Campus Career-Service-Büros einrichten, in denen Ressourcen für die Jobsuche zur Verfügung gestellt werden.

#### Investitionen, Endowments, Spenden
Einen großen Teil der Kosten können die Universitäten auch über Spenden von Ehemaligen decken. In den USA ist es üblich, dass die so genannten Alumni aus Verbundenheit zu ihren ehemaligen Universitäten noch Jahrzehnte später große Beiträge spenden.

#### Einnahmen aus Sportprogrammen

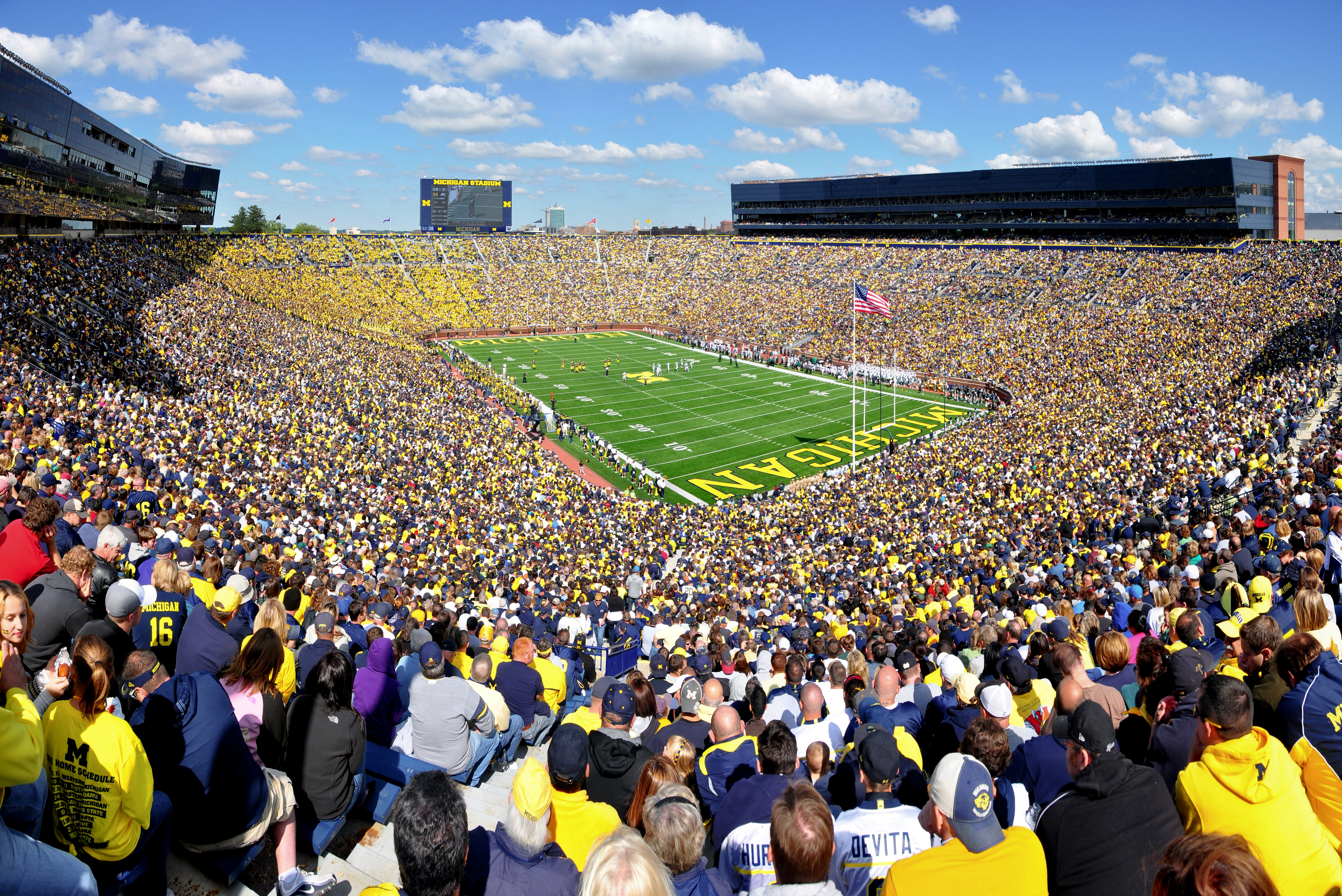
Das Michigan Stadium in Ann Arbor ist mit 107.601 Plätzen das größte College-Sportstadion des Landes. Zum Vergleich: der Dortmunder Signal Iduna Park hat 81.365 Plätze.

Eine kleine Anzahl von Hochschulen erwirtschaftet einen weiteren erheblichen Teil der Einnahmen aus Sportprogrammen. Diese Einkünfte stammen dann aus dem Verkauf von Auswertungsrechten an die Medienindustrie, dem Verkauf von Eintrittskarten und Werbeartikeln und aus programmgebundenen Spenden. Sportprogramme mit hoher Medienpräsenz dienen darüber hinaus dem Prestige, der Reputation und der Markenführung der Hochschule, die dann mehr Studierende und mehr Geldgeber anzieht. Im Schuljahr 2017/2018 haben 38 amerikanische Hochschulen aus ihrem Sportprogramm jeweils 100 Mio. US$ oder mehr erwirtschaftet. An erster Stelle lag die staatliche University of Texas at Austin (219,4 Mio. US$), gefolgt von der Texas A&M University (212,4 Mio. US$) und Ohio State (205,6 Mio. US$). Zum Vergleich: Bayern München hatte 2017/2018 Gesamteinnahmen in Höhe von 657,4 Mio. Euro.
Der amerikanische Hochschulsport ist seit 1910 unter dem Dach der National Collegiate Athletic Association (NCAA) organisiert, die neben den inländischen auch viele kanadische Hochschulen betreut. Zu den ältesten Conferences innerhalb der NCAA zählen die Big Ten Conference (1896), die Missouri Valley Conference (1907), die Southwestern Athletic Conference (1920) und die Southern Conference (1921); die international bekannteste ist die Ivy League (1954). Im Schuljahr 2017/2018 haben in den Vereinigten Staaten an den Programmen der NCAA mehr als 480.000 Studierende (2,4 % aller Studierenden) teilgenommen.

### Ausgaben

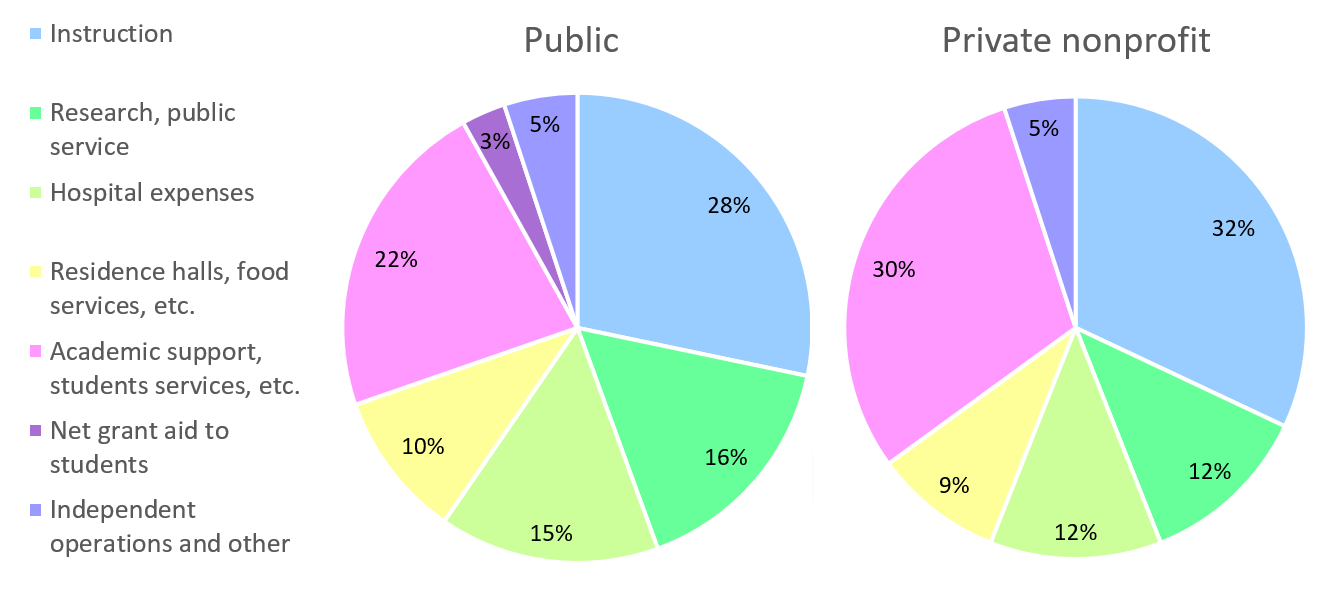
Zusammensetzung der Ausgaben öffentlicher und privater (Non-Profit) Hochschulen

Die Ausgaben der amerikanischen Hochschulen umfassen vor allem folgende Positionen:
- Lehre
- Forschung und öffentliche Dienstleistung
- Betrieb von Universitätskliniken
- Betrieb von Studentenwohnheimen, Mensen usw.
- Verwaltung
- Stipendien (Financial Aid); an den privaten Hochschulen beträgt dieser Anteil weniger als ½ Prozent.

## Schul- und Studienformen

### Unterscheidung vonCollegeundUniversity

#### Alltäglicher Sprachgebrauch
Die Begriffe „College“ und „University“ haben im Englischen mehrere Gebrauchsebenen. Umgangssprachlich ist College ein Sammelbegriff für jede Art von Hochschule. Go to college („zum College gehen“) ist in etwa gleichbedeutend mit dem kolloquialen deutschen Ausdruck studieren, der ebenfalls keine Information darüber einschließt, ob z. B. eine Kunstakademie, eine Universität oder eine Fachhochschule besucht wird.
Die einzigen Einrichtungen des tertiären Bildungsbereiches, die umgangssprachlich nicht als „Colleges“ bezeichnet werden, sind die Vocational Schools.

#### Wortgeschichte
Im angelsächsischen Raum ist ein „College“ (von latein. collegium) historisch eine individuelle Hochschule. University College, eine der Gründungsschulen der britischen University of Oxford, geht auf das 13. Jahrhundert zurück, als Latein Wissenschaftssprache war. Die traditionsreichen britischen Universitäten, die das Vorbild für die amerikanischen lieferten, entstanden als Zusammenschlüsse von Colleges, die bis heute Teilautonomie genießen. Die älteste höhere Bildungseinrichtung auf dem Staatsgebiet der heutigen USA, Harvard College, wurde 1636 gegründet, um den Priesternachwuchs der Massachusetts Bay Colony sicherzustellen. 1782 kam die Harvard Medical School hinzu; weitere Schulen folgten. Der offizielle Name des Zusammenschlusses lautet bis heute The President and Fellows of Harvard College. Erst im Laufe des 19. Jahrhunderts setzte sich daneben nach und nach die Bezeichnung „Harvard University“ durch.

#### Faktische Unterschiede
Obwohl Schulen, die sich als „University“ bezeichnen, im Allgemeinen größer sind als solche, die den Ausdruck „College“ im Namen führen, gibt es auch sehr kleine Universitäten (Faith International University & Seminary in Tacoma, knapp 400 Studierende) und sehr große Colleges (Broward College in Fort Lauderdale, 67.000 Studierende). Manche Einrichtungen verwenden gar keinen der beiden Namensbestandteile (MIT).
Im Allgemeinen bezeichnen sich solche Hochschulen als „College“, deren Angebote sich weitgehend auf Associate- und Bachelorstudiengänge beschränken, während solche, die sich „University“ nennen, darüber hinaus meist auch umfangreiche Master- und Doktoratsstudiengänge anbieten. Jedoch findet man auch an vielen Schulen, die das Wort „College“ im Namen tragen, Masterstudiengänge und Promotionsmöglichkeiten (Beispiele: Dartmouth College, Boston College, College of Wisconsin in Milwaukee).
Auch besonders forschungsstarke Hochschulen tragen meist den Namen „University“. Ausnahmen von dieser Regel sind erstens Einrichtungen wie das MIT, Dartmouth College und die Colorado School of Mines, die faktisch Universitäten sind, dieses Wort aber nicht in ihren Namen aufgenommen haben. Zweitens bieten auch viele reine Undergraduateschulen ihren Studierenden hochrangige Forschungsprogramme an (Beispiele: College of Wooster, Davidson College).
Oft steht der Namensbestandteil „University“ auch für Qualität der Lehre. Tatsächlich gibt es neben guten „Universities“ aber auch solche, die höchstens ein Drittel ihrer Studienanfänger bis zum Studienabschluss führen und damit zu den schlechtesten Hochschulen des Landes gerechnet werden (Beispiele: Fayetteville State University, University of the District of Columbia, Shaw University).

### Öffentliche vs. private Hochschulen

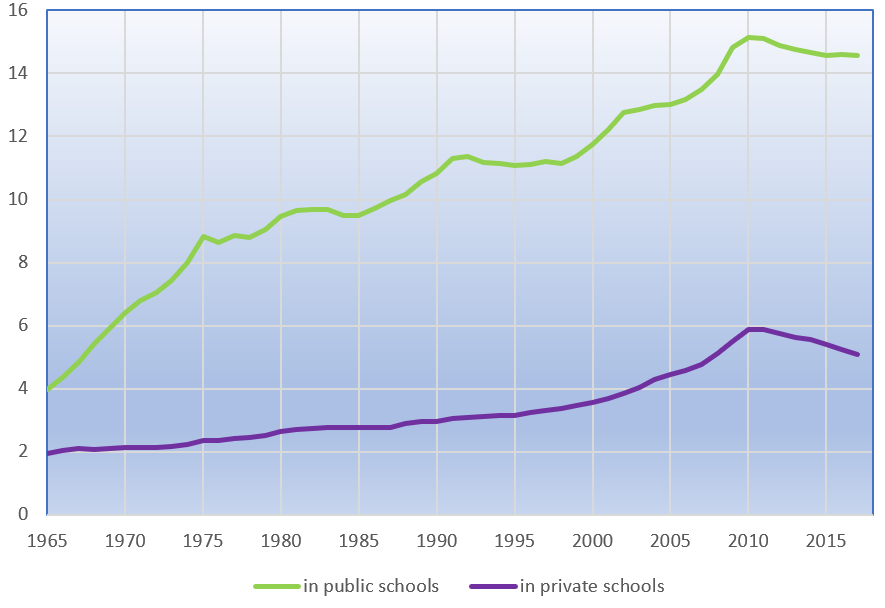
Entwicklung der Studierendenzahlen (in Mio.) an öffentlichen und privaten Hochschulen, 1965–2017

Das Zählen von Hochschulen ist in den USA eine komplexe Aufgabe, weil viele Schulen in mehr oder weniger selbstständige Teilschulen gegliedert sind. Das National Center for Education Statistics hat in den Vereinigten Staaten im Jahre 2017 jedoch 1626 öffentliche und 2672 private Hochschulen gezählt. Bei den privaten wiederum hat sie zwischen 1687 nichtkommerziellen (nonprofit schools) und 985 kommerziellen Hochschulen (for-profit schools) unterschieden.
Jeder der 50 amerikanischen Bundesstaaten sowie die Hauptstadt Washington, D.C., Guam, Puerto Rico, die Nördlichen Marianen und die Jungferninseln haben entweder ein System von Staatsuniversitäten oder andere vernetzte oder individuelle öffentliche Hochschulen oder Kombinationen daraus. So existieren im bevölkerungsreichsten Bundesstaat Kalifornien z. B. parallel die Netze der University of California (10 Campus) und der California State University (23 Campus). Die größte öffentliche Hochschule der USA ist derzeit die University of Central Florida in Orlando mit 68.569 Studenten. Einige der öffentlichen Einrichtungen – z. B. UC Berkeley, UCLA und University of Michigan, Ann Arbor – zählen zu den angesehensten Hochschulen des Landes.
Unter den nicht kommerziellen Privathochschulen befinden sich sowohl konfessionelle (z. B. Liberty University, Grand Canyon University, Brigham Young University) als auch weltliche (z. B. Stanford, CalTech, MIT). Auch die acht hoch renommierten Ivy-League-Universitäten befinden sich sämtlich in privater Hand: Brown, Columbia, Cornell, Dartmouth, Harvard, UPenn, Princeton und Yale.
Kommerzielle Hochschulen werden insbesondere von solchen Studierenden genutzt, die auf ein Fernstudium angewiesen sind. Andere kommerzielle Anbieter haben Nischenexpertise wie z. B. DigiPen, das dem Unternehmen Nintendo nahesteht und spezielle Bachelor- und Masterstudiengänge für Entwickler von Computerspielsoftware anbietet.
| Hochschulart | Hochschulart            | Zahl der Schulen (Stand: 2017) | Studierendenzahl (Stand: 2017) | Mittlere jährliche Studiengebühren           | Mittlere jährliche Studienkosten (incl. Wohnheim und Mensa) | Quellen und Anmerkungen            |
| Hochschulart | Hochschulart            | Zahl der Schulen (Stand: 2017) | Studierendenzahl (Stand: 2017) | Associate-/Bachelorstudium; Stand: 2018/2019 | Associate-/Bachelorstudium; Stand: 2018/2019                | Quellen und Anmerkungen            |
| --- | ----------------------- | ------------------------------ | ------------------------------ | -------------------------------------------- | ----------------------------------------------------------- | ---------------------------------- |
| öffentliche Hochschulen | öffentliche Hochschulen | 1626                           | 14,56 Mio.                     | in-state: 9.970 US$ out-of-state: 25.620 US$ | in-state: 25.290 US$ out-of-state: 40.940 US$               | [ 91 ] [ 94 ] [ 95 ]               |
| private Hochschulen | nicht kommerziell       | 1687                           | 3,4 Mio.                       | 35.830 US$                                   | 46.950 US$                                                  | [ 91 ] [ 94 ] [ 95 ] [ 96 ] [ 97 ] |
| private Hochschulen | kommerziell             | 985                            | 1,7 Mio.                       | 15.677 US$                                   | 31.137 US$                                                  | [ 91 ] [ 94 ] [ 98 ]               |
| Begriffserklärung: in-state: für Studierende, die in dem betreffenden Bundesstaat bereits ihre gesamte High-School-Zeit verbracht haben; out-of-state: für Studierende, die zum Studieren aus einem anderen Bundesstaat einreisen. Unabhängig von ihrem Wohnort werden auch Kindern von Angehörigen der United States Army häufig die höheren out-of-state-Gebühren berechnet. |                         |                                |                                |                                              |                                                             |                                    |

### Community Colleges

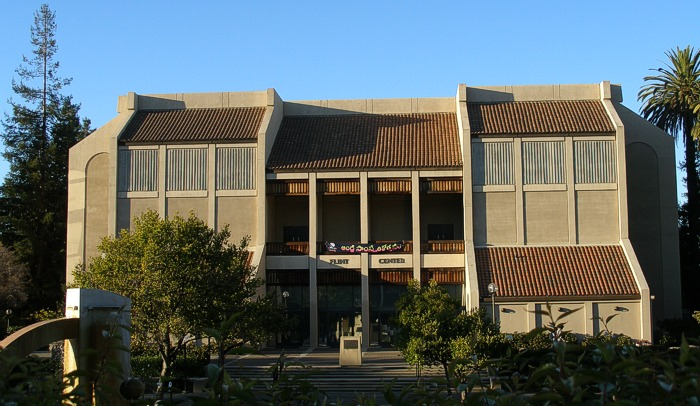
Das De Anza College in Cupertino (im Bild ein Hörsaalgebäude) ist eines der vielen Community Colleges in Kalifornien.

In den meisten Bundesstaaten handelt es sich bei den Community Colleges um Zweigstellen der jeweiligen Staatsuniversität, die neben anderen Aufgabengebieten den speziellen Auftrag haben, Bildung für relativ wenig Geld anzubieten.
Die Community Colleges werden aus Steuereinnahmen der Gemeinden finanziert. Die hier erhobenen Studiengebühren sind vergleichsweise gering; im Schuljahr 2019/2020 betrugen sie durchschnittlich 4812 US$ pro Jahr (Out of state: 8586 US$). Aus finanziellen Gründen studieren heute viele junge Amerikaner erst zwei Jahre lang an einem Community College und wechseln dann an eine vierjährige Hochschule, wo sie bei vielen Hauptfächern nach zwei weiteren Jahren den Bachelorgrad erwerben können; solche Arrangements werden als „2 Plus 2 Programs“ bezeichnet.
Viele Community Colleges arbeiten eng mit den örtlichen High Schools zusammen, etwa im Bereich der Hochbegabtenförderung (siehe Dual Enrollment), aber auch bei Programmen zur Vorbeugung von Schulabbrüchen. Im Rahmen der letzteren nehmen manche Community Colleges z. B. Problemschüler auf, die sie in kleinen Lerngruppen von Hochschullehrern unterrichten lassen und bis zum High School Diploma begleiten.

### Liberal Arts Colleges
Viele vierjährige Hochschulen sind Liberal Arts Colleges, also Schulen, deren Curriculum eher auf eine vertiefte Allgemeinbildung als auf die Vorbereitung für einen spezifischen Beruf zielt. Anders als Universitäten sind Liberal Arts Colleges meist klein (1000–2500 Studierende) mit kleinen Lerngruppen und Lehrenden, für die die Lehre tendenziell höheres Gewicht hat als die Forschung. Bedeutende Beispiele sind das Williams College, das Amherst College und das Swarthmore College.

### Vocational Schools und Career Colleges
Eine viel genutzte Alternative zum Collegestudium ist der Besuch einer Vocational School (Trade School, Technical School), an der in zweijährigen Ausbildungsgängen praktisches Können für individuelle Berufe vermittelt wird; die mittleren Kosten betragen hier nur 16.500 US-Dollar pro Jahr. Die Absolventen erwerben ein Diploma oder Certificate, in manchen Ausbildungsgängen auch ein Associate Degree. Im Jahre 2014 waren an den amerikanischen Vocational Schools 16 Mio. Schüler eingeschrieben.
Bei einem Teil der berufsbildenden Colleges handelt es sich um kommerzielle Privatschulen. Diese „Career Colleges“ hatten ihre größte Verbreitung während der Rezessionszeit der Jahre 2008/2009. Viele hatten eine schlechte Reputation und Rekordzahlen von Studienabbrechern. Mit dem Wiederanziehen der Konjunktur ist die Nachfrage nach diesen Einrichtungen von 2010 an stark zurückgegangen und viele Einrichtungen haben schließen müssen, darunter z. B. einer der Marktführer, das ITT Technical Institute.

### Fernstudium
Im Herbst 2015 waren 5.954.121 Studierende in Fernstudienprogramme eingeschrieben. Bei den Anbietern handelt es sich mehrheitlich um kommerzielle Privathochschulen. Viele davon haben neben ihrem Onlinebetrieb auch einen Campus.
Zu den Marktführern zählen u. a. die University of Phoenix (103.975 Studierende), Strayer University (52.253), Walden University (49.680), American Public University System (46.420), Capella University (38.392), Colorado Technical University (25.797) und Brightwood College (20.000).
Auch viele der öffentlichen und der nicht-kommerziellen Privathochschulen bieten Fernstudiengänge an, darunter z. B. die Purdue University, eine öffentliche Hochschule in Indiana.

## Studiengänge und Abschlüsse: Übersicht
Amerikanische Hochschulen bieten Studiengänge mit bis zu vier verschiedenen Abschlüssen an:
| Abschluss                              | Art des Studienganges  | Studiendauer | Zulassungsvoraussetzungen                                | Studierendenzahl 2019/2020 |
| -------------------------------------- | ---------------------- | ------------ | -------------------------------------------------------- | -------------------------- |
| Associate degree (Intermediate degree) | undergraduate programs | 2 Jahre      | High School Diploma oder gleichwertiger Abschluss        | 989.000                    |
| Bachelor’s degree                      | undergraduate programs | 4–5 Jahre    | High School Diploma oder gleichwertiger Abschluss        | 1.975.000                  |
| Master’s degree                        | graduate programs      | 1½–2 Jahre   | Bachelor's degree                                        | 820.000                    |
| Doctoral degree                        | Ph.D. programs         | 2+ Jahre     | Master's degree; vereinzelt genügt ein Bachelor's degree | 184.000                    |

### Grundständiges Studium (Undergraduate Studies)

#### Associate-Programme
Zweijährige Programme (Associate degree) werden heute hauptsächlich an Community Colleges, aber auch an vielen Vocational Schools angeboten.

#### Bachelor-Programme
Die große Mehrzahl der amerikanischen Hochschulen bietet vierjährige Studiengänge an. Nur in wenigen Fächern, etwa Architektur, sind fünfjährige Programme die Regel. Vier- und fünfjährige Programme werden mit dem Bachelorgrad abgeschlossen, wobei hier B.A. degrees (Bachelor of Arts) und B.S. degrees (Bachelor of Science) unterschieden werden. Daneben existieren auch spezielle Abschlüsse wie Bachelor of Engineering (B.Eng.), Bachelor of Philosophy (B.Phil.), Bachelor of Fine Arts (B.F.A.), Bachelor of Architecture (B.Arch.), Bachelor of Design (B.Des.), Bachelor of Science in Nursing (B.S.N.) u. a. m. Für besonders gute Leistungen werden Bezeichnungen wie summa cum laude, magna cum laude, cum laude und with distinction verliehen.
Honorsstudiengänge, wie sie in der englischsprachigen Welt sonst weit verbreitet sind, existieren in den USA nur vereinzelt. Der Erwerb des Honors Bachelor degree erfordert über die regulären Studienleistungen hinaus auch eine Abschlussarbeit.
Während die Länge des Studiums im deutschsprachigen Raum in Semestern gezählt wird, sehen Amerikaner Semester, Trimester usw. tendenziell als rein administrative Zeiteinheit an und zählen eher die Jahre. Analog zur Jahrgangsstaffelung an der High School werden umgangssprachlich auch im Undergraduate-Studium Freshmen (1. Jahr), Sophomores (2. Jahr), Juniors (3. Jahr) und Seniors (4. Jahr) unterschieden. Schriftsprachlich werden daneben die Ausdrücke first-year students, second-year students usw. verwendet.

#### Vergleich USA/Deutschland
Viele Berufe, die in Deutschland kein Hochschulstudium erfordern, werden in den Vereinigten Staaten einschlägig durch ein Associate- oder Bachelor-Programm erlernt. Hier eine Auswahl:
| Berufsbezeichnung                                      | Deutschland                                 | Vereinigte Staaten                   | Vereinigte Staaten                                          |
| Berufsbezeichnung                                      | Deutschland                                 | Studienabschluss                     | Anmerkungen                                                 |
| ------------------------------------------------------ | ------------------------------------------- | ------------------------------------ | ----------------------------------------------------------- |
| Buchhalter (Accountant)                                | kaufmännische Ausbildung (duales System)    | Bachelor of Accountancy (B.Acc.)     |                                                             |
| Gesundheits- und Krankenpfleger (Registered nurse, RN) | 3-jähriger Besuch einer Krankenpflegeschule | Bachelor of Science in Nursing (BSN) | Geschätzte 55–60 % aller Krankenpfleger haben den BSN-Grad. |

### Advanced Studies (Graduate School)
Studierende, die einen Bachelorgrad erworben haben, können ihre Studien an der Graduate School fortsetzen. Das ist ein umgangssprachlicher Sammelname für Hochschulen, die Abschlüsse oberhalb des Bachelorgrads anbieten.
Während die Ausbildung an Professional Schools wie z. B. Law Schools und Medical Schools in der Regel ein Berufsdoktorat (ohne Doktorarbeit) einschließt, kann auf Masterstudiengänge ein Doktorat aufgebaut werden, das in den USA stets im Rahmen eines strukturierten Programms erfolgt.

#### Master-Programme
Während viele – vor allem private – Hochschulen ganz auf undergraduate-Studenten spezialisiert sind (Beispiele: Swarthmore College, Williams College, Pomona College, Colorado College), bieten andere Schulen auch Masterstudiengänge an. Die beiden am häufigsten verliehenen Mastergrade sind der Master of Arts (MA/M.A./A.M) und der Master of Science (MSc/M.S./S.M.); daneben bestehen zahlreiche weitere. Je nach Zahl der Leistungspunkte, die für den Abschluss erworben werden müssen, dauert das Studium meist ein bis zwei Jahre.

##### Studienvoraussetzungen
Mit der Bewerbung müssen u. a. folgende Unterlagen eingereicht werden, wobei die Erfordernisse nicht für alle Programme gleich sind:
- ein Transkript der Noten aus dem Bachelorstudium; gelegentlich wird ein bestimmter Notendurchschnitt (GPA) verlangt
- Empfehlungsschreiben
- persönliche Essays über die Studienmotivation
- die Ergebnisse aus standardisierten Tests wie z. B. Graduate Record Examiniation (GRE) oder Graduate Management Admission Test (GMAT)

In einige Master-Programme werden nur Bewerber aufgenommen, die zuvor ein bestimmtes Hauptfach studiert oder bestimmte Kurse absolviert haben; in anderen sind die Inhalte des bisherigen Studiums egal. In einige Programme werden nur Bewerber aufgenommen, die bereits Berufserfahrung gesammelt haben.

##### Charakter des Studiums
Master-Programme umfassen in der Regel weitaus weniger allgemeinbildende Teile, als im grundständigen Studium absolviert werden müssen, und gehen fachlich mehr in die Tiefe. Die Klassen sind kleiner und die Zusammenarbeit mit den Lehrenden ist enger. Obwohl auch in Master-Programmen bestimmte Kurse absolviert werden müssen und die Lernfortschritte der Studierenden laufend in Tests abgeprüft werden, steht viel Zeit für Forschung zur Verfügung. Abschlussprüfungen sind in Master-Programmen ebenso unüblich wie an High Schools oder in den Undergraduateprogrammen.

#### Professional Schools
Manche Fächer – wie Rechtswissenschaften, Medizin, Osteopathie, Zahnmedizin, Tiermedizin und Theologie – werden in den Vereinigten Staaten nicht an der Undergraduate School studiert, sondern an speziellen Professional Schools. Die Aufnahme dort setzt unter anderem ein abgeschlossenes Bachelorstudium mit beliebigem Hauptfach voraus.

## Grundständiges Studium

### Studienvoraussetzungen und Studienplatzbewerbung

#### Bewerbungsunterlagen

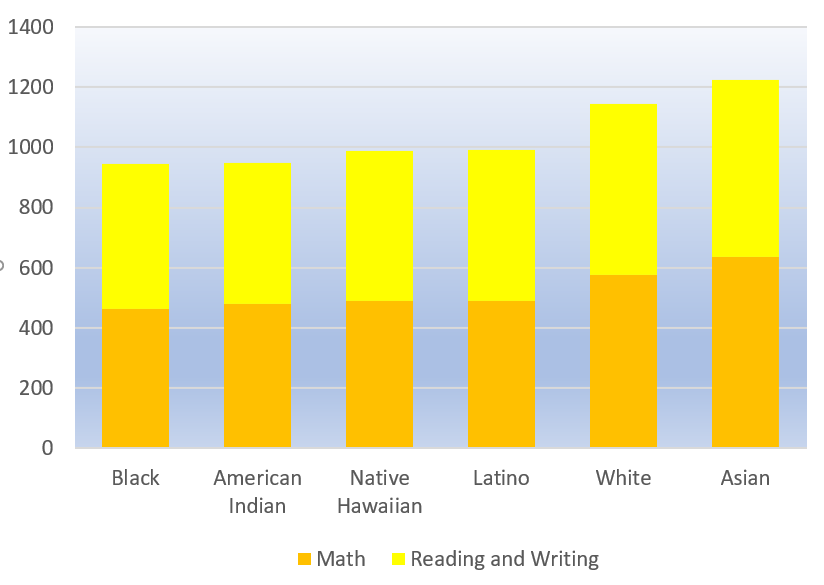
Mittlere SAT-Testergebnisse in verschiedenen ethnischen Gruppen (2018)

Der Erwerb des High School Diploma berechtigt zum Besuch einer tertiären Bildungseinrichtung. Auch ein deutsches Abitur erfüllt die Voraussetzungen; es genügt jedoch nicht das Originaldokument, sondern der Bewerber muss eine Credential Evaluation seines Abiturzeugnisses beibringen, das er von einer unabhängigen spezialisierten Einrichtung (nicht des Gymnasiums) kostenpflichtig erstellen lassen kann.
Hochschulen sind bei der Aufnahme von Studierenden mehr oder weniger selektiv und verlangen über den Erwerb des High School Diploma und die Abschlussnoten der 11. Klasse (Grade Point Average, GPA) hinaus umfangreiche weitere Informationen, darunter die Ergebnisse standardisierter Leistungstests (ACT, SAT). ACT und SAT werden an allen High-School-Standorten angeboten, liegen aber nicht in der Verantwortlichkeit der Schulen, sodass Schüler sich um die Teilnahme in eigener Initiative kümmern müssen.
Mit den Bewerbungsunterlagen müssen meist auch Empfehlungsschreiben reputierlicher Personen, die den Bewerber gut kennen, sowie ein oder mehrere Bewerbungsessays eingereicht werden. Spitzenuniversitäten laden Kandidaten überdies zu persönlichen Bewerbungsgesprächen ein. In einigen Fächern (z. B. Kunst, Architektur) müssen an vielen Schulen auch Arbeitsproben eingereicht werden. Viele High Schools versenden Empfehlungsschreiben und Zeugnistranskripte (GPA) heute nicht mehr auf dem Postwege oder per E-Mail, sondern mit Hilfe spezialisierter webbasierter Software (Naviance).
Viele Hochschulen nehmen Kinder (oft auch Geschwister) ihrer Alumni bevorzugt an. Man spricht dann davon, dass die betreffende Familie hinsichtlich dieser Schule „Legacy“ besitzt. Ein Grund für diese Art von Bevorzugung besteht darin, dass Bewerber mit Legacy weniger als andere Bewerber dazu neigen, nach einer Studienplatzzusage wieder abzuspringen.

#### Direktbewerbungen und Common App; Bewerbungsgebühren
Die Mehrzahl der Hochschulen verlangt Bewerbungen direkt an ihre eigene Adresse, wobei die Bewerbungen heute fast immer online eingereicht werden. Bereits seit 1977 besteht daneben das Bewerbungssystem Common Application (oft bekannter als Common App), über das Bewerbungsunterlagen zentral eingereicht werden können. Die Bewerber autorisieren dann ihre Wunschhochschulen, auf die Unterlagen Zugriff zu nehmen. Derzeit (2019) nehmen knapp 900 amerikanische und ausländische Hochschulen an dem System, das von einer gemeinnützigen Organisation betrieben wird, teil. Neben Common App bestehen einige weitere Systeme, die die Bewerbungen zu zentralisieren versuchen, aber deutlich weniger Hochschulen erreichen (Universal College Application, Coalition Application, Common Black College Application).
Unabhängig davon, ob die Bewerbung direkt oder über ein System eingereicht wird, erheben die meisten Hochschulen auch eine Bewerbungsgebühr (application fee); im Mittel beträgt diese 43 US-Dollar (Stand: 2019). Stark nachgefragte Schulen verlangen meist höhere Gebühren als weniger populäre. Die höchste Gebühr erhebt derzeit (2019) Stanford mit 90 US-Dollar.

#### Bewerbungsfristen; Regular Decision, Early Action, Early Decision
Aufgrund der Komplexität des Auswahlverfahrens enden die Bewerbungsfristen weitaus früher als z. B. im deutschsprachigen Raum, nämlich bereits ein knappes Jahr vor Beginn des Studiums. Von Hochschule zu Hochschule können die Fristen etwas schwanken. Die Frist hängt auch davon ab, an welcher Art von Bewerbungsverfahren der Studierwillige teilnimmt:
- Die großzügigsten Fristen bestehen bei Standardbewerbungen (Regular Decision, RD). Vorteile dieses Verfahrens für den Studierenden sind, dass er sich für die Bewerbungen Zeit nehmen kann, dass Bewerbungen an unbegrenzt viel Schulen verschickt werden können und dass die Wahrscheinlichkeit, von der Hochschule finanzielle Hilfe zu bekommen, vergleichsweise groß ist.
- Bei Early Decision (ED) ist die Bewerbungsfrist deutlich kürzer und der Bewerber kann dieses Verfahren nur an einer einzigen Hochschule wählen (was ihn freilich nicht hindert, parallel beliebig viele RD-Bewerbungen an andere Schulen zu richten); bei einer Zusage muss der ED-Studienplatz aber angenommen werden. Vorteil dieses Verfahrens ist, dass die Chance, an der Wunschhochschule angenommen zu werden, vergleichsweise groß ist; auch wird die Studienplatzzusage etwas früher als bei RD erteilt.
- Early Action (EA) gleicht ED in vielen Punkten, nur behält der Bewerber die Freiheit, EA-Bewerbungen an beliebig viele Hochschulen zu richten und im Falle einer Studienplatzzusage das Angebot ohne Geldbußen auszuschlagen. Ein zusätzlicher Vorteil dieses Verfahrens ist, dass der Bewerber mit der Hochschule über finanzielle Hilfe verhandeln kann – und dies schon zu einem Zeitpunkt, an dem das Budget der Schule noch nicht ausgeschöpft ist.

Bei ED und EA können abgelehnte Bewerber automatisch in den Pool der RD-Bewerber geschoben werden und erhalten so eine zweite Chance. Ob EA und/oder ED angeboten wird, hängt von der jeweiligen Hochschule ab.

#### Selektivität

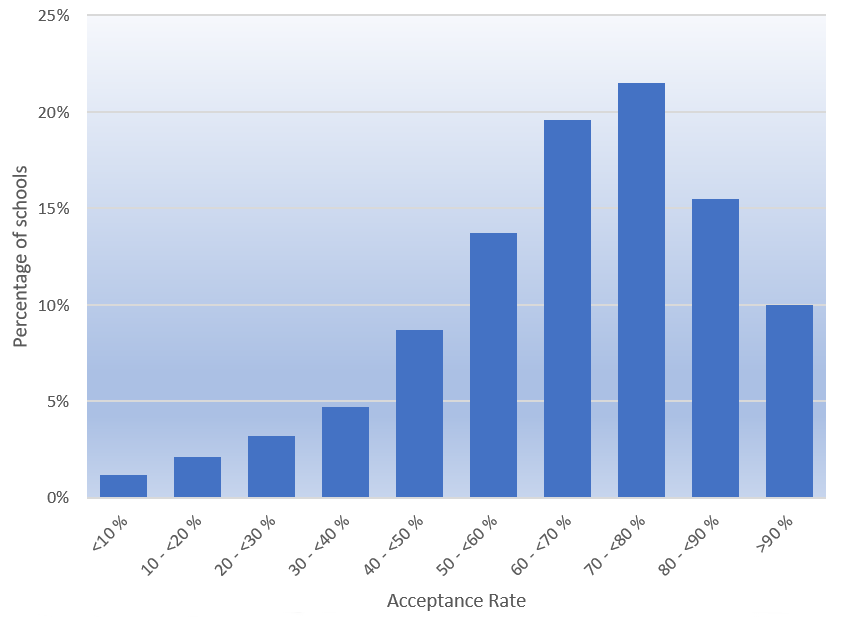
Verteilung der Acceptance Rate amerikanischer Hochschulen (2017)

In ihrer Gesamtheit sind die amerikanischen Hochschulen weitaus weniger selektiv, als Medienberichte (z. B. Operation Varsity Blues) gelegentlich suggerieren. So hat das Pew Research Center ermittelt, dass im Jahre 2017 nur 17 der 1364 untersuchten Hochschulen eingestandenermaßen weniger als 10 Prozent aller Bewerber aufnahmen. Die Liste der Schulen mit der niedrigsten Acceptance Rate wird derzeit von Stanford (4 %), Harvard, Princeton (je 5 %), Columbia, Juilliard und Yale (je 6 %) angeführt. Hoch selektiv sind einige Hochschulen auch hinsichtlich der ACT- und SAT-Testergebnisse ihrer Bewerber. So liegt z. B. bei Cal-Tech-Studenten
der mittlere ACT Score bei 35 (von 36 möglichen) Punkten und der mittlere SAT Score bei 1560 (von 1600 möglichen) Punkten.
Auf der anderen Seite der Statistik stehen solche Einrichtungen, die von ihren Bewerbern die Hälfte oder noch mehr aufnehmen. Im Jahre 2017 traf dies auf mehr als 80 % aller Hochschulen zu. 53,3 % aller Hochschulen nahmen sogar zwei Drittel oder mehr auf.
In einzelnen Fächern kann die Selektivität aufgrund der Begrenztheit der Studienplätze jedoch sowohl in selektiven als auch in nicht selektiven Schulen höher sein als hier angegeben. So hat z. B. Virginia Tech eine Acceptance Rate von 70,1 %; am Pamplin College of Business, der stark nachgefragten Wirtschaftsschule von Virginia Tech, beträgt sie jedoch nur 52 %.
Formalisierte affirmative Actions auf der Grundlage der Ethnizität oder Rasse, etwa als Quotenregelungen zur Förderung von Afroamerikanern, gelten in den Vereinigten Staaten derzeit als nicht verfassungskonform (Gratz v. Bollinger, 2003). Teilweise üblich und infolge von Grutter v. Bollinger (2003) auch zulässig sind allerdings faktische affirmative Actions, die in individuellen Studierendensekretariaten (Admissions Offices) formlos vorgenommen werden.

#### Bewerbungsentscheidung
Eine Studienplatzbewerbung kann von Seiten der Hochschule vier Arten von Entscheidungen zur Folge haben: Aufschub (Deferral; z. B. bei Verschiebung einer Bewerbung aus ED oder EA in den RD-Pool oder beim Warten auf spätere Schulnoten), Ablehnung, Annahme oder Platzierung auf eine Warteliste. Waitlisting ist an amerikanischen Hochschulen weithin verbreitet.

### Studienordnung

#### Gliederung des akademischen Jahres
Das akademische Jahr gliedert sich in den USA je nach Hochschule in Semester, Trimester oder Quartale. Viele Einrichtungen bieten darüber hinaus auch optionale Sommerprogramme (Summer Classes) an, die meist nur 6–8 Wochen lang sind, aber den Stoff eines regulären Kurses umfassen. Viele Studierende nehmen diese kostenpflichtigen Programme in Anspruch, um Leistungspunkte in Kursen nachzuholen, in denen sie die Prüfung nicht bestanden haben. Andere tun dies, um ihr Studium schneller abschließen zu können oder um im Herbst ohne Zeitverlust einen Kurs besuchen zu können, der einen bestimmten anderen Kurs voraussetzt.
Die Hochschulen legen ihren akademischen Kalender individuell fest. Grob orientiert dieser sich am Kalender der Schulen, mit Beginn der Lehrveranstaltungen nach Labor Day (früh im September) und Beginn der Sommerferien im Mai. Unterbrochen wird das Schuljahr von kurzen Herbst-, Thanksgiving-, Winter- und Frühjahrsferien. Viele Schulen mit Trimesterbetrieb nehmen ihr Unterrichtsprogramm allerdings erst später im September auf und geben dann keine Herbstferien.

#### Credits
In weitaus geringerem Umfang als im deutschsprachigen Raum spielen an amerikanischen Hochschulen „große“ Abschlussprüfungen eine Rolle. Entscheidend für den erfolgreichen Abschluss eines Studiums sind dort vielmehr Leistungspunkte (Credits). Die typische Punktzahl, die für einen Bachelorabschluss erbracht werden müssen, beträgt 120 bis 130 (Master: 30–64). Viele High Schools bieten Advanced Placement und/oder IB-Kurse an, in denen Leistungspunkte erworben werden können, die von Hochschulen anschließend so behandelt werden können, als wären sie vom Studierenden dort erbracht worden (Credit Transfer).
Studierende, die die erwarteten Leistungen signifikant unterschreiten, können unter Academic Probation („akademische Bewährung“) gestellt werden, einen Status mit festgesetzter Dauer, in dem sie ihre Noten verbessern müssen. Falls dies nicht gelingt, droht eine Entlassung aus der Schule.

#### Allgemeinbildendes Pflichtprogramm
Viele Studierende nutzen ihre von der High School mitgebrachten Credits, um sich von einem Teil der General Education Courses (core curriculum) befreien zu lassen: allgemeinbildenden Kursen in Fächern wie Mathematik, Naturwissenschaften, Geschichte, Englisch und eventuell einer Fremdsprache, in denen auch an der Hochschule weiterhin Leistungspunkte erbracht werden müssen.

#### Hauptfach und optionales Nebenfach

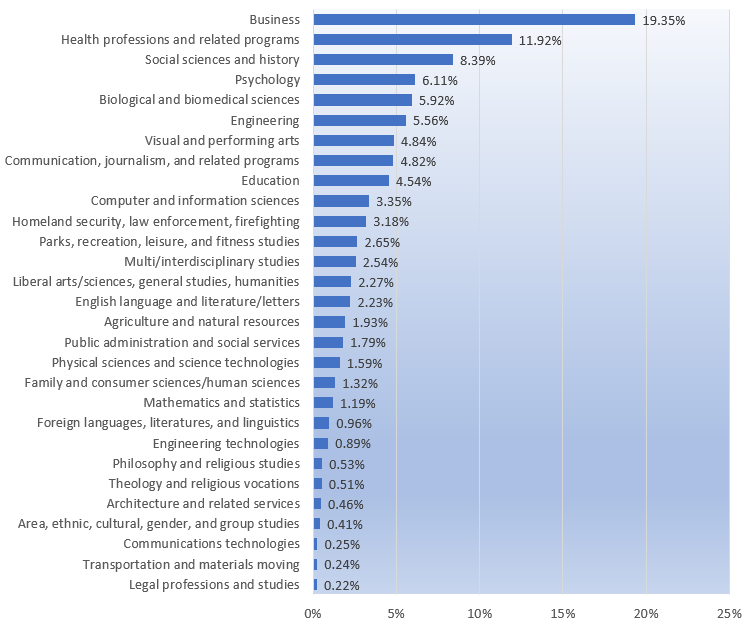
Die am häufigsten studierten Hauptfächer (Stand: 2015/2016)

Eine weitere Voraussetzung für den Erwerb eines Abschlusses ist das Absolvieren einer bestimmten Anzahl von Kursen in einem zu wählenden Hauptfach (Major). Während an vielen Hochschulen das Hauptfach bereits am Studienbeginn gewählt wird, erlauben andere ihren Studierenden, vor der Festlegung ein oder anderthalb Jahre weiter in die Breite zu studieren.
Das Hauptfachstudium umfasst sowohl Pflicht- (core courses) als auch Wahlkurse (elective courses), in denen eine vorgegebene Anzahl von Leistungspunkten erworben werden muss. Vom Hauptfach hängt auch ab, welcher akademische Grad (z. B. Bachelor of Arts oder Bachelor of Science) erworben wird.
Studierende, deren Interessen in zwei Feldern liegen, können über ihr Hauptfach hinaus ein Nebenfach (Minor) wählen, und zwar unabhängig davon, ob sie das Nebenfach beruflich zu nutzen planen oder ob es ein reines Hobby ist. Wie in einem Hauptfach muss auch in einem Nebenfach eine vorgegebene Anzahl von Leistungspunkten gesammelt werden. Das Studium eines Nebenfachs bringt für den Studierenden einerseits eine zusätzliche Arbeitsbelastung; andererseits erwächst daraus oft eine Zusatzqualifikation, die Stellenbewerber später von anderen charakteristisch unterscheidet.

#### Lehrveranstaltungen und Arbeitsbelastung

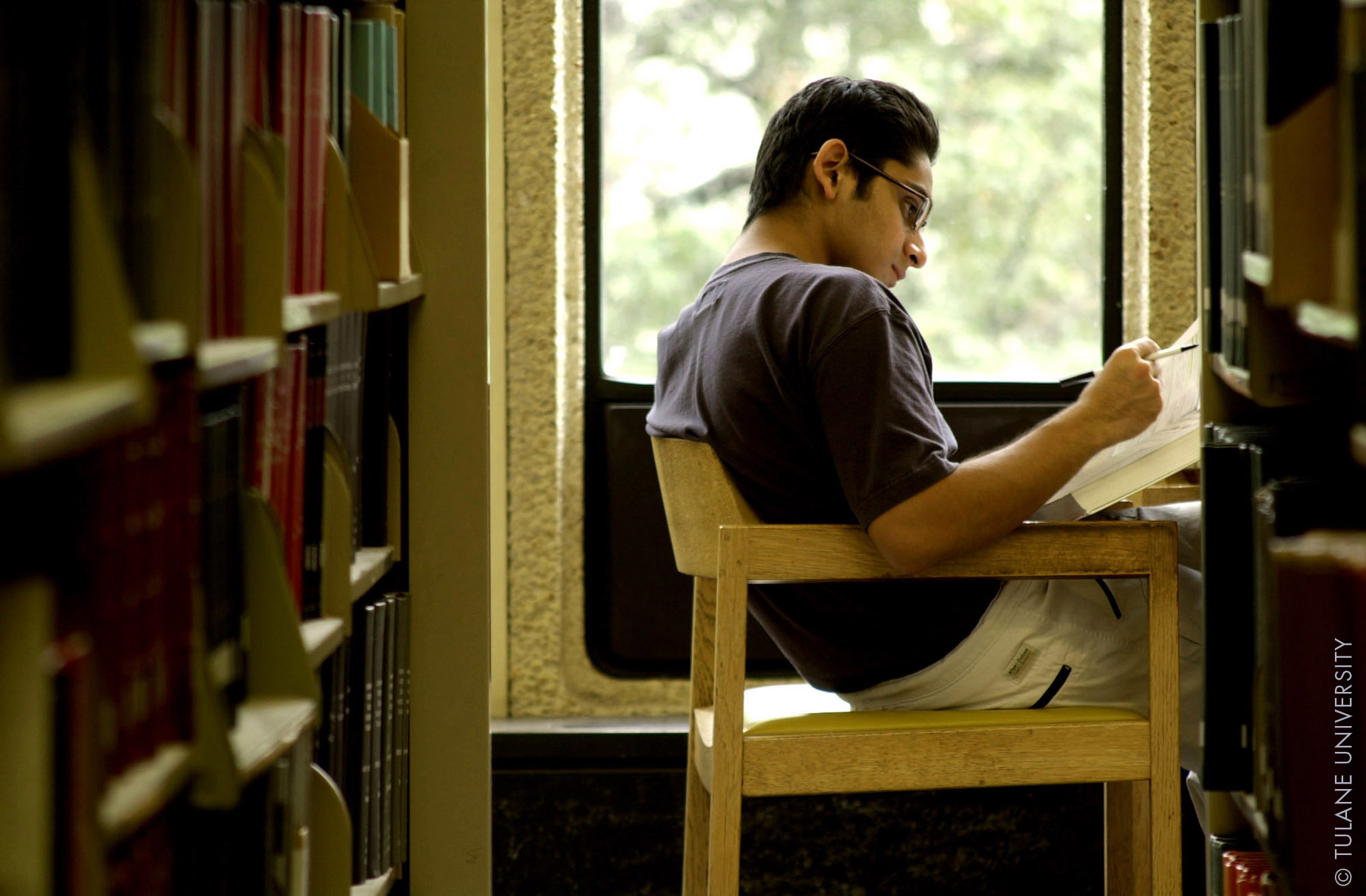
Student beim Lernen

Bei den Lehrveranstaltungen lassen sich der Form nach Vorlesungen (lectures), Kolloquien (discussions), Seminare, Laborunterricht (laboratory, naturwissenschaftliche Fächer), Studiounterricht (studio, künstlerische Fächer) und unabhängige Studierzeiten (independent study, z. B. für Forschungsarbeit) unterscheiden. Eine in den USA weithin umstrittene Frage ist die, ob Studierenden Noten (und damit eventuell Leistungspunkte) abgezogen bzw. universitätseigene Fördermittel gekürzt werden sollen, wenn sie nicht zu den Lehrveranstaltungen erscheinen. An vielen Hochschulen werden die Lehrenden angewiesen, in jeder Stunde die Anwesenheit aller Kursteilnehmer zu prüfen (take attendance).
In vielen Kursen werden Hausaufgaben erteilt. Diese haben größeren Umfang als Schulhausaufgaben; für die Erledigung wird aber auch mehr Zeit eingeräumt. Um ein Bachelorstudium in vier Jahren erfolgreich abzuschließen, müssen die Studierenden pro Woche etwa 15 Stunden im Unterricht und etwa 30 weitere Stunden mit Hausaufgaben und Lernen verbringen.

#### Prüfungen
Abschlussprüfungen im Sinne einer deutschen Hochschulprüfung existieren in den meisten Studienfächern ebenso wenig wie im primären und sekundären Bildungsbereich. Jedoch schließt jeder einzelne Hochschulkurs am Ende des Semesters oder Trimesters mit einer schriftlichen Prüfung (Final Exam, Final). Leistungspunkte werden für den Kurs nur erworben, wenn dabei eine bestimmte Mindestnote erreicht wird. An vielen Schulen werden, um die Finals von Prüfungsstoff zu entlasten, über diese hinaus auch Midterm Exams (Midterms) durchgeführt.

## Einzelne Ausbildungswege

### Lehrerausbildung

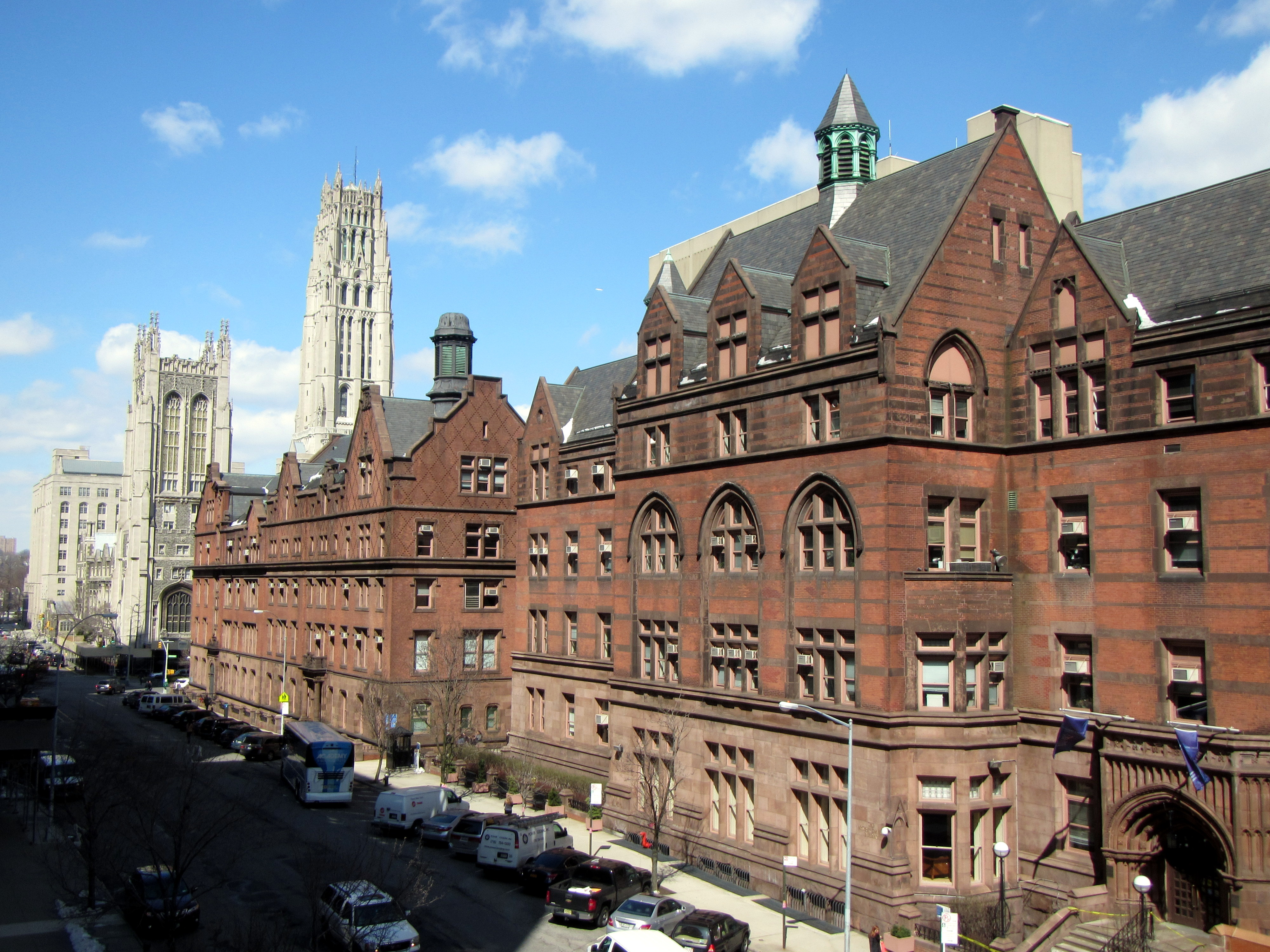
Das Teachers College der Columbia University

Da in den Vereinigten Staaten Bildungsföderalismus herrscht, entscheiden die Bundesstaaten autonom über die Lehrerausbildung. Alle Staaten verlangen, dass Lehrer an öffentlichen Schulen mindestens den Bachelorgrad haben. Kindergarten- und Grundschullehrer müssen das Hauptfach Elementary Education (Primary Education) studiert haben. An vielen Middle Schools und noch häufiger an High Schools wird in bestimmten Fächern (Mathematik, Naturwissenschaften) erwartet, dass die Lehrer das jeweilige Fach als Hauptfach studiert haben. Im Jahr 2015 wurden in den Vereinigten Staaten rund 325.000 Lehrer neu eingestellt (an öffentlichen Schulen: 218.000, an Privatschulen: 107.000), wobei diese Zahlen jedoch nicht nur Berufsanfänger umfassen.
Als herausragende Lehrerausbildungsstätten gelten u. a. die Michigan State University, das Teachers College der Columbia University und die University of Michigan in Ann Arbor. Angehende Lehrer müssen bereits während ihres Studiums unter fachkundiger Aufsicht eine bestimmte Anzahl von Unterrichtsstunden geben. Die genauen Anforderungen werden in den verschiedenen Bundesstaaten unterschiedlich gehandhabt. In Kalifornien z. B. muss vor Abschluss des Studiums ein Minimum von 600 Stunden Schulpraxis absolviert werden. Dieses fieldwork beginnt bereits im ersten Studienjahr.
Lehrer werden in den Vereinigten Staaten nicht verbeamtet. Um an einer öffentlichen Schule als Lehrer eingestellt zu werden, müssen die Absolventen aber lizenziert oder zertifiziert werden. Die Zulassung ist auf bestimmte Klassenstufen beschränkt, d. h. ein Lehrer, der für die Klassenstufen K bis 3 zertifiziert ist, kann an der Grundschule, an der er beschäftigt ist, nicht in der Klassenstufe 4 oder 5 unterrichten. Die meisten Bundesstaaten verlangen Prüfungen zum Nachweis der Lehrbefähigung und auch zur Qualifikation im jeweiligen Fach. Quereinsteiger, die zwar einen Bachelorgrad nachweisen können, aber nicht die speziellen erziehungswissenschaftlichen Kurse absolviert haben, die für eine Zertifizierung notwendig sind, können in allen Bundesstaaten alternative Programme absolvieren, in denen sie von erfahrenen Lehrern in die Berufspraxis eingearbeitet und erst später geprüft werden. Privatschulen beschäftigen häufig auch nicht zertifizierte Lehrer.
Um ihre Lizenz oder ihr Zertifikat zu erhalten, müssen Lehrer sich ständig weiter fortbilden. Viele Lehrer gehen früher oder später wieder ans College und erwerben ihren Master-Grad, was ihnen nicht nur berufliche Privilegien, sondern auch bessere Bezahlung einbringt. Im Schuljahr 2015–2016 hatten 57 % aller an öffentlichen Schulen beschäftigten Lehrer den Mastergrad. Sehr gute Lehrer können sich auch um eine National Board Certification (NBC) bemühen; gewährt wird dieses im Rahmen eines rigorosen Qualifikationsprogramms, das über die Zertifizierung durch den Bundesstaat noch hinausgeht. Gut 91.000 bzw. knapp 3 % der amerikanischen Lehrer besitzen ein NBC.

### Juristenausbildung

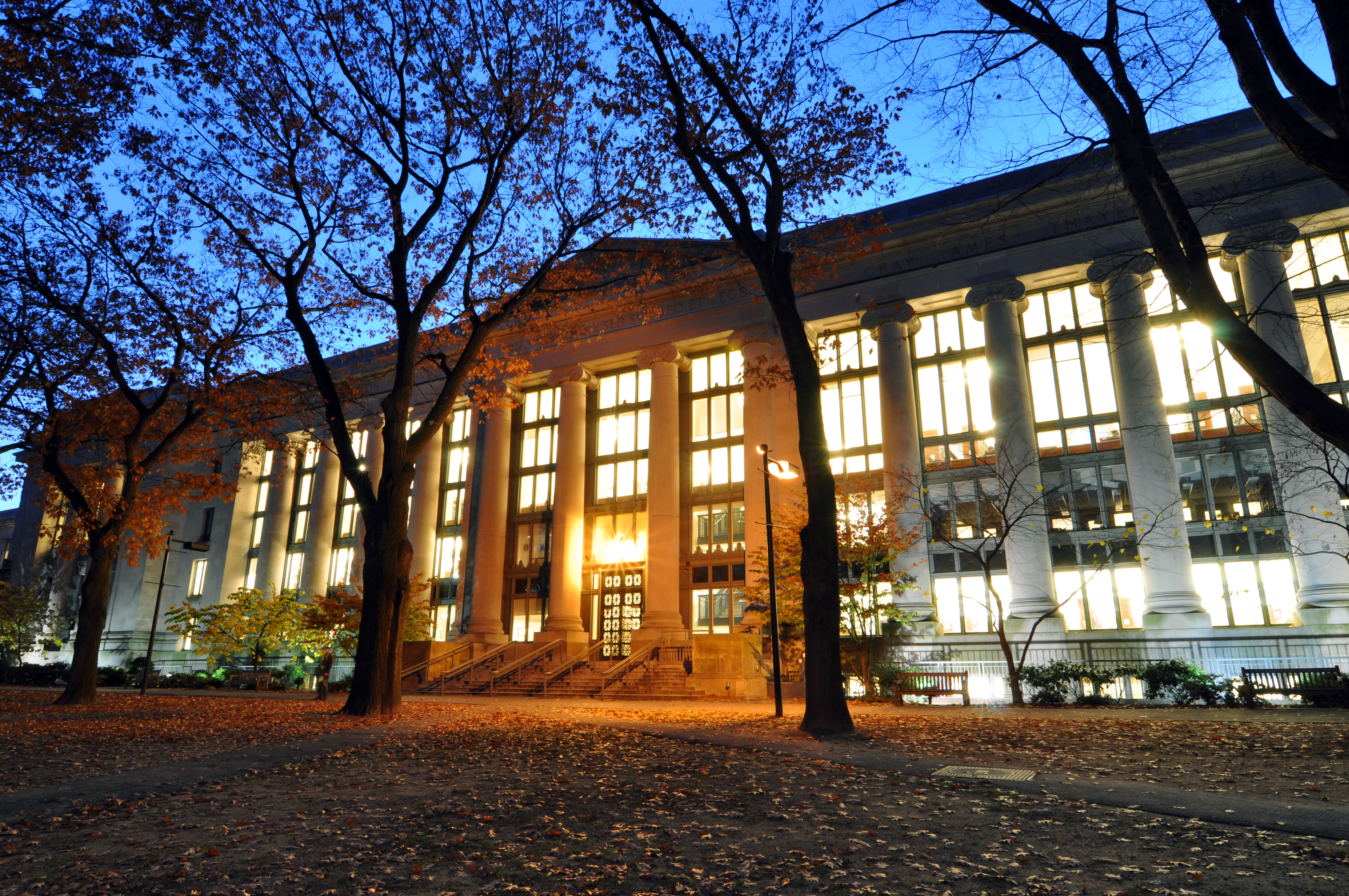
Harvard Law School: Bibliothek

Für die Juristenausbildung muss man in den Vereinigten Staaten eine Law School besuchen. Im Jahr 2018 bestanden im ganzen Land 203 von der American Bar Association anerkannte Law Schools. Darüber hinaus gibt es rund 30 weitere, die von der Bar Association nicht anerkannt sind und deren Absolventen zwar Rechtsexpertise erwerben, aber nicht automatisch in den Anwaltsstand gelangen. Im Herbst 2018 haben sich an den amerikanischen Law Schools 38.390 Studierende neu eingeschrieben.
Die größte Law School des Landes, die auch die meisten Bewerbungen erhält, ist das Georgetown Law Center in Washington, D.C. (576 Studierende). In den Rankinglisten liegen die Law Schools von Yale, Stanford, Harvard, der University of Chicago und der Columbia University an der Spitze. Die prestigereichste ist die Harvard Law School, die unter anderem 21 Bundesrichter und zwei US-Präsidenten (Rutherford B. Hayes, Barack Obama) hervorgebracht hat.
Die mittleren Studiengebühren betrugen im Zeitraum 2018/2019 an privaten Law Schools 48.869 US-Dollar; an öffentlichen Schulen betrugen sie 27.591 (in-state) bzw. 40.725 US-Dollar (out-of-state). Die exklusivste Schule ist derzeit die Columbia Law School mit Studiengebühren in Höhe von 69.916 US-Dollar.
Die Studienvoraussetzungen umfassen neben einem persönlichen Statement zur Studienmotivation sowie mehreren Empfehlungsschreiben bisheriger Professoren vor allem zweierlei:
- Ein abgeschlossenes Undergraduatestudium mit Erwerb eines Bachelorgrads. Bewerber mit guten Noten (undergraduate grad point average, UGPA) werden bevorzugt. Obwohl viele Law-School-Bewerber zur Vorbereitung Politikwissenschaften oder andere rechtsnahe Disziplinen als Hauptfach studiert haben, wird eine solche frühe Spezialisierung von den Law Schools durchaus nicht erwartet.
- Erfolgreiches Absolvieren des Law School Admissions Test (LSAT). Der LSAT ist ein standardisierter Eignungstest für angehende Rechtsstudenten. Die Allgemeinverbindlichkeit dieses Tests wird derzeit gelockert; viele Law Schools bestehen nicht mehr darauf und verlangen stattdessen nur noch die Graduate Records Examination (GRE) oder führen lieber eigene Tests durch.

Ein typischer Studiengang, der bis zum Erwerb des Titels eines Juris Doctor (JD) führt, dauert drei, seltener zwei oder vier Jahre. Der JD, ein Berufsdoktorat ohne Anfertigung einer Doktorarbeit, ist der Standardabschluss. Auf diesen Studienabschluss folgt in der Regel das Bar Exam, mit dessen Bestehen der Absolvent in den Rechtsanwaltsstand (bar licensure) aufgenommen wird und den Ehrentitel Esquire (Esq.) führen darf. Das Bar Exam wird vor einer Behörde des jeweiligen Bundesstaates abgelegt; in jüngerer Zeit setzen sich jedoch auch alternative Konzepte wie Uniform Bar Examination (UBE) und Multistate Bar Examinations (MBE) durch.
Einige Schulen bieten auch Masterabschlüsse (Master of Laws, LL.M). Dieses Studium erfordert meist keinen LSAT, dauert üblicherweise ein Jahr (seltener: zwei Jahre) und führt nicht zur Aufnahme in den Anwaltsstand. Weitere alternative Abschlüsse sind der Master of Legal Studies (MLS), der Master of Science in Law (MSL) und der Doctor of Science of Law (JSD, SJD). Darüber hinaus können an Law Schools auch diverse Legal Certificates erworben werden, die die Qualifikationsgrundlage z. B. für den Beruf des Paralegals bilden.

### Medizinerausbildung

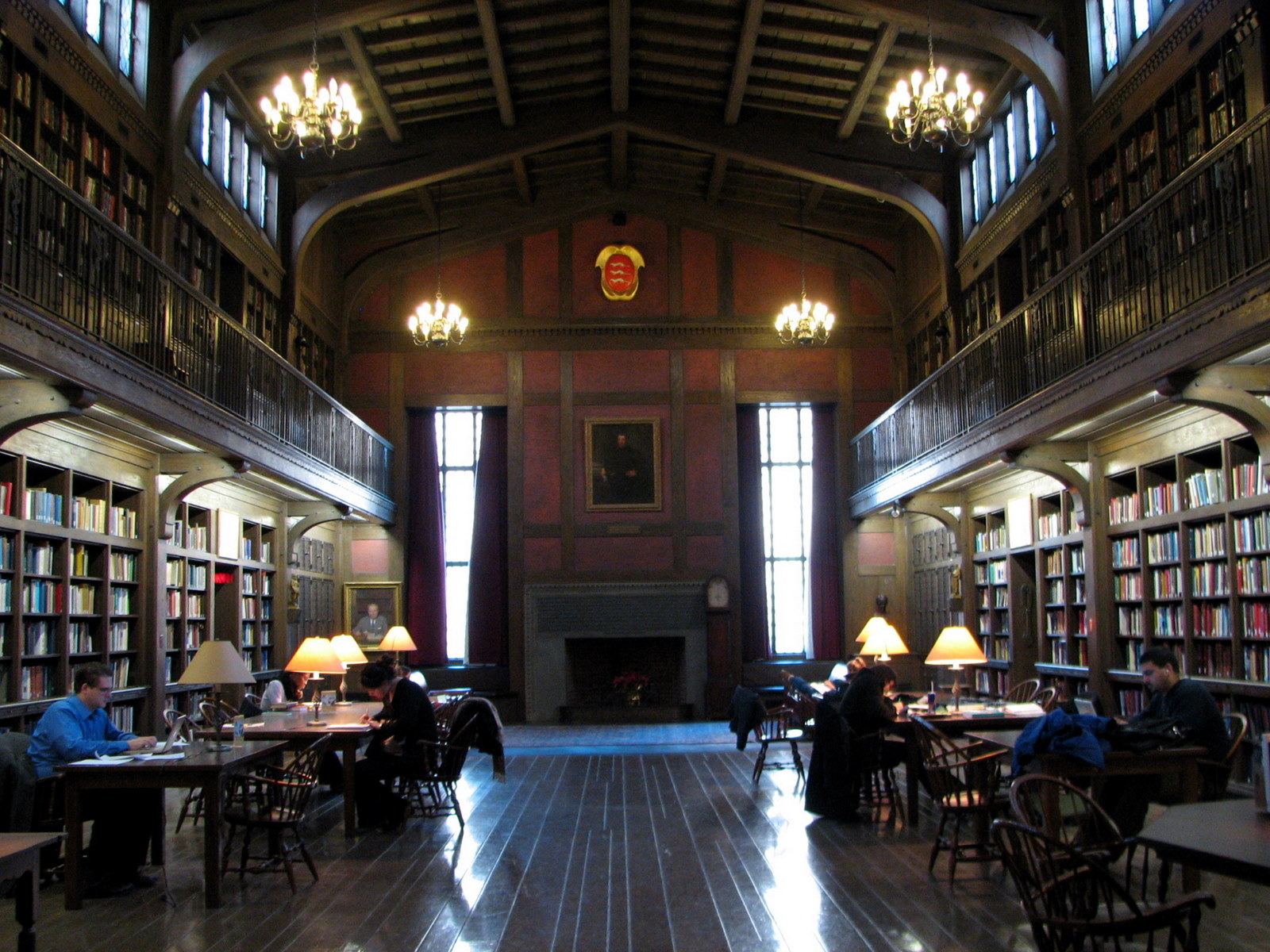
Die historische Bibliothek der Yale School of Medicine.

Im Jahre 2018 bestanden in den Vereinigten Staaten 141 akkreditierte Medical Schools (Med Schools), darunter 85 öffentliche und 56 private. Als die größte Medical School des Landes gilt derzeit die über 9 Campus verteilte Indiana University School of Medicine (1426 Studierende, Stand: 2018/2019). Im Herbst 2019 haben sich an den amerikanischen Medical Schools 21.869 Studierende neu eingeschrieben; 896.819 hatten sich beworben. Die meisten Bewerbungen erhält die David Geffen School of Medicine at UCLA. Wiederum andere Schulen nehmen aufgrund ihrer Forschungstätigkeit Spitzenpositionen im Hochschulranking ein, darunter Harvard, Johns Hopkins, Stanford, Penn Med und UCSF. Allein an der Harvard Medical School haben 15 Nobelpreisträger Forschungsarbeiten durchgeführt, für die sie den Preis später erhalten haben.
Das Studium an einer Medical School hat mehrere Voraussetzungen:
- Grundlegendste Voraussetzung ist ein abgeschlossenes Bachelorstudium, wobei egal ist, welches Hauptfach studiert wurde.[197]
- Eine weitere heute weithin verlangte Studienvoraussetzung besteht darin, dass Bewerber nachweisen, dass sie über einen gegebenen Zeitraum hinweg eine bestimmte Stundenzahl mit einer ehrenamtlichen Tätigkeit verbracht haben.[198]
- Jede Medical School hat ihre eigenen Anforderungen an bestimmte Kurse (Englisch, Biologie, anorganische Chemie), die der Bewerber im Undergraduatestudium erfolgreich absolviert haben muss.[197] Es wird nicht vorausgesetzt, dass der Bewerber eine medizinnahe Disziplin als Hauptfach studiert wird; zwar ist Biologie das am häufigsten studierte Hauptfach der Bewerber, doch gibt es auch sehr viele Bewerber, die gar keinen naturwissenschaftlichen Hintergrund haben.[199] Die Undergraduateschulen bieten ein Fach „Medizin“ gar nicht an.[200] Einige Pre-Med-Schulen – besonders solche Universitäten, die selbst eine Medical School betreiben – sind auf die Bedürfnisse künftiger Medizinstudenten besonders gut eingestellt und fördern sie nicht nur in den von den Medical Schools verlangten Fächern, sondern bieten ihren Studierenden auch Gelegenheit zu ehrenamtlicher Arbeit, etwa in der hauseigenen Klinik.[201][202][203]
- Bewerber müssen einen Medical College Admission Test (MCAT) absolviert haben, einen Leistungstest, mit dem ihre Fähigkeit zum naturwissenschaftlichen Denken geprüft wird.[204]

Das Medizinstudium dauert in den Vereinigten Staaten meist vier Jahre. Die mittleren Studiengebühren (ohne Kosten für Unterkunft und Verpflegung) betrugen im Schuljahr 2018/2019 an öffentlichen Schulen 36.755 (in-state) bzw. 60.802 (out-of-state) US-Dollar, und an privaten Einrichtungen rund 60.000 US-Dollar. In den günstigsten Schulen lagen sie knapp bei unter 19.000 US-Dollar, während die exklusivste Einrichtung, die Geisel School of Medicine des Dartmouth College, 68.574 US-Dollar berechnet hat.
Medical Schools dürfen, wenn sie akkreditiert sind, den Doktorgrad (MD) verleihen. Dabei handelt es sich um ein Berufsdoktorat ohne Anfertigung einer Doktorarbeit. Um den Titel zu erwerben, müssen die Studierenden allerdings erst die United States Medical Licensing Examination (USMLE, Board exam) bestehen. An das Studium an der Medical School schließt sich dann ein 3- bis 7-jähriges Berufspraktikum (Residency) an, in dem sich die Absolventen weiter qualifizieren und spezialisieren und unter Anleitung erste Berufserfahrung sammeln.
Von Medical Schools im engen Sinne zu unterscheiden sind die vielen amerikanischen Osteopathieschulen, die, wenn sie akkreditiert sind, den Grad eines Doctor of Osteopathic Medicine (DO) verleihen dürfen.

### Hochschullaufbahn
Im Schuljahr 2017/2018 waren an den amerikanischen Hochschulen 378.865 Personen als Vollzeitlehrkräfte beschäftigt.

## Studentisches Leben

### Campus

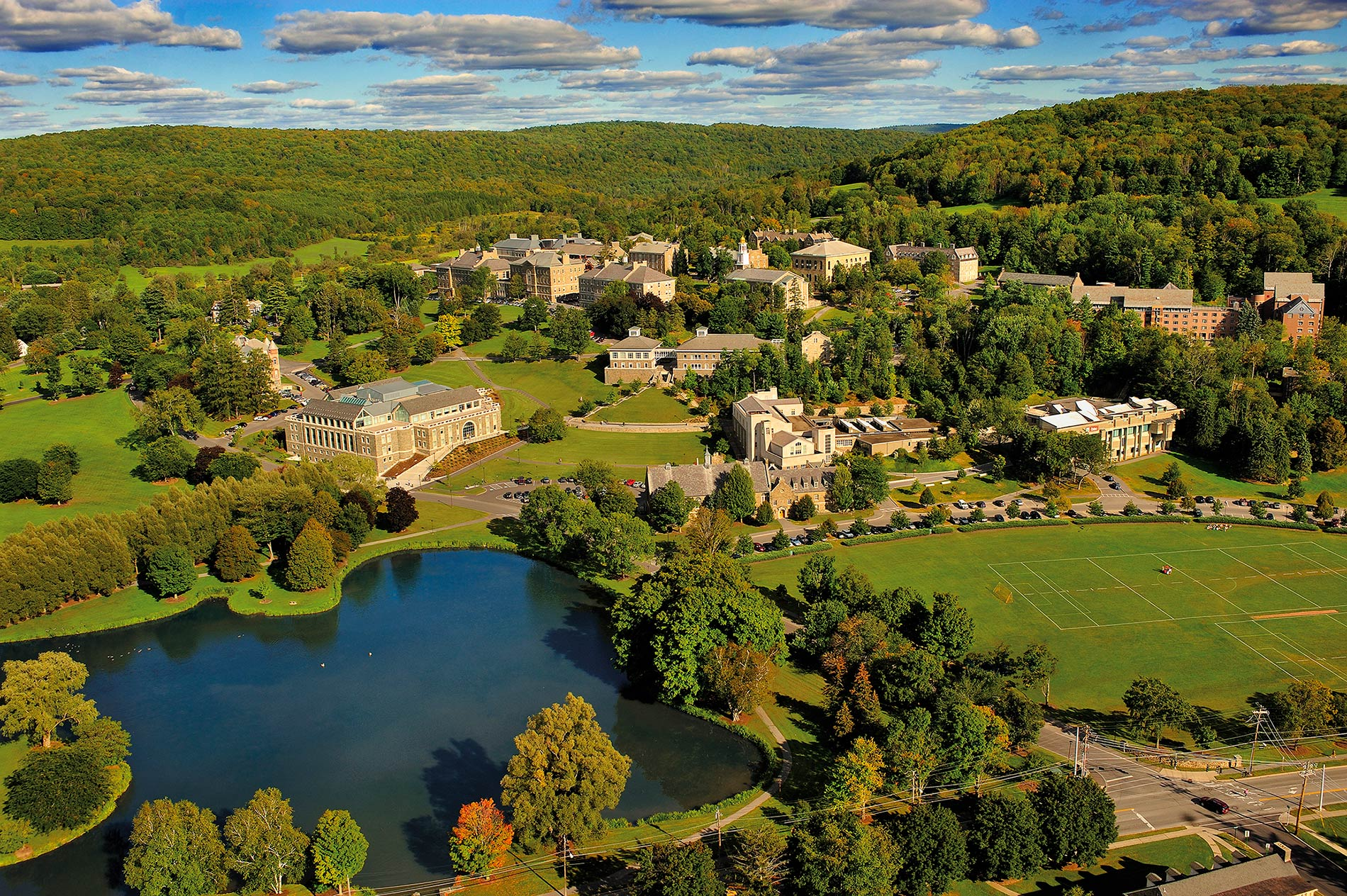
Colgate University in Upstate New York hat eine typische Campusanlage.

Die amerikanischen Hochschulen stehen wie die europäischen in der Tradition der mittelalterlichen Klöster, in denen Schüler und Lehrer in einem von der übrigen Welt abgeschiedenen Umfeld gemeinsam studierten und lebten. Diesem historischen und dem direkten Vorbild der großen britischen Universitäten – Oxford, Cambridge – folgend, wurden die amerikanischen Hochschulen in ihrer großen Mehrzahl als Campusuniversitäten angelegt, deren Gelände von den Studierenden im Idealfall während der Vorlesungszeit nicht verlassen zu werden braucht, weil sich hier über die Unterrichtseinrichtungen hinaus auch Bibliotheken, Mensen, Restaurants, Wohnheime, Sport- und Kultureinrichtungen, medizinische Dienste, Einkaufsmöglichkeiten, Postämter und überkonfessionelle Andachtsstätten befinden. Die meisten Hochschulen besitzen sogar eine eigene Polizei.

### Wohnheim

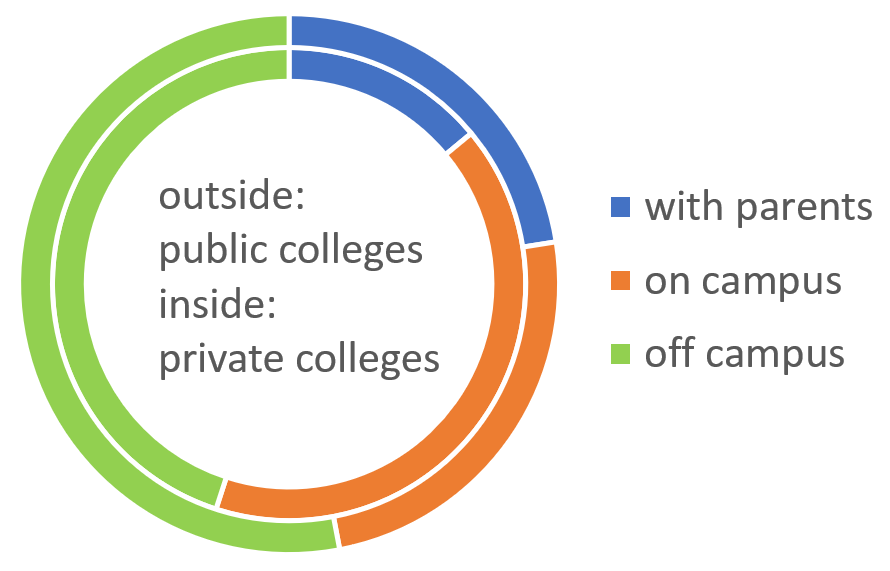
Wohnarrangements der Studierenden an 4-jährigen Colleges

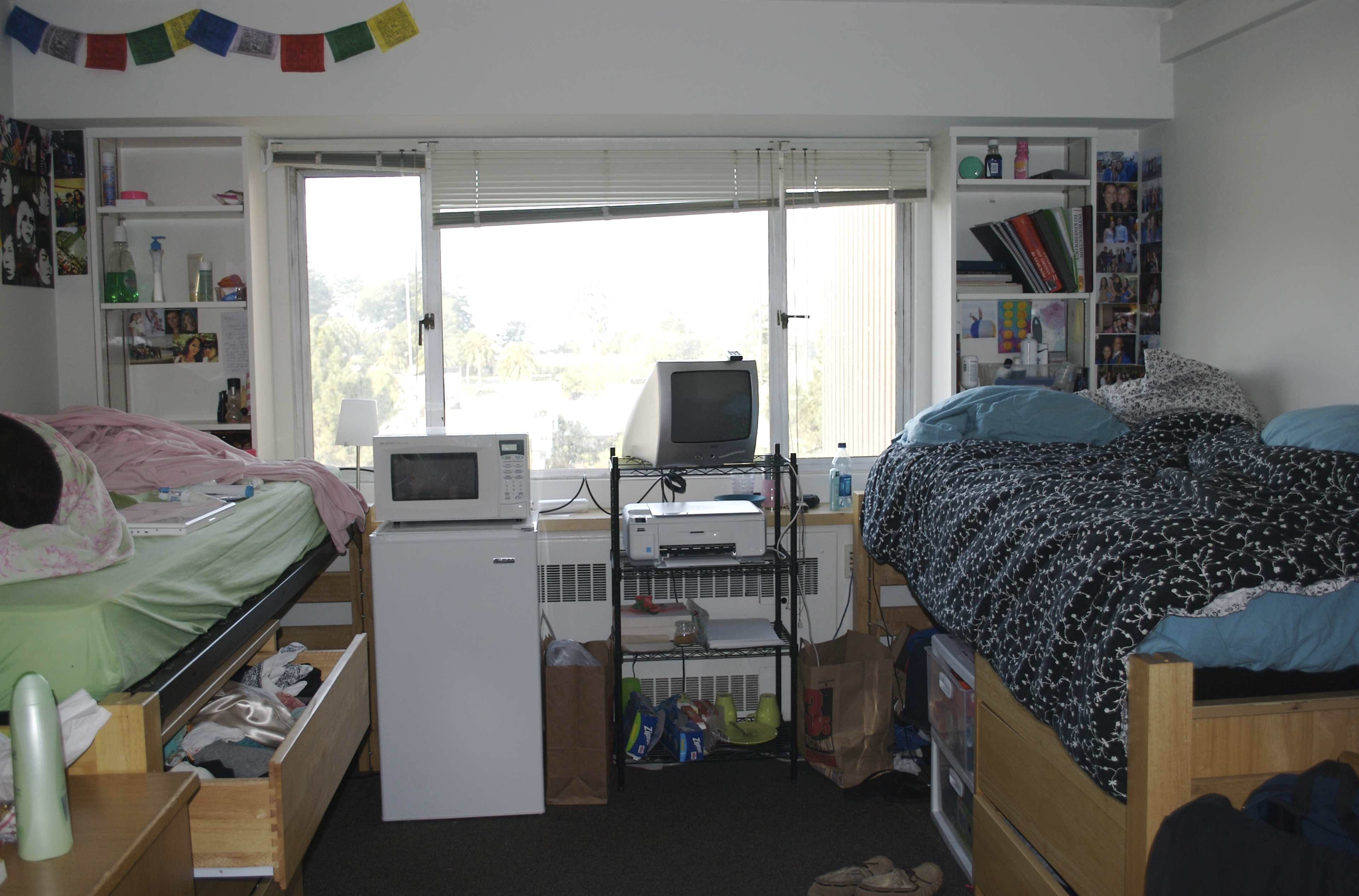
Typisches Zimmer in einem amerikanischen Studentenwohnheim

Viele Studierende, die kein Fernstudium betreiben oder deren Elternhaus sich nicht vor Ort befindet, leben in hochschuleigenen Studentenwohnheimen (Resident Halls, Dormitories, kurz: Dorms). Weil das Wohnen auf dem Campus die soziale Akklimatisation neuer Studierender fördert, ist an vielen Hochschulen das Wohnen im Dorm wenigstens im ersten Studienjahr zwingend. Viele Hochschulen scheiden ihre Studienanfänger (Freshmen), damit sie sich mit Gleichaltrigen anfreunden, wohnlich von den älteren Studierenden. Typische Wohnarrangements in amerikanischen Studentenwohnheimen sind Singles (1), Doubles (2), Triples (3) und Quads (4 Betten), wobei Doubles, also Zweibettzimmer, traditionell die Norm bilden. Die Kosten für Unterkunft und Verpflegung (Room and Board) sind in den Studiengebühren nicht inbegriffen und betragen an öffentlichen Schulen durchschnittlich 8.887 US$ pro Jahr und an privaten Schulen 10.089 US$. An Orten mit hohen Lebenshaltungskosten können diese Kosten deutlich höher liegen; im Falle der New York University (Manhattan, Brooklyn) z. B. betrugen sie im Schuljahr 2017/2018 17.664 US$. In den Sommerferien, in vielen Schulen auch in den Winterferien, müssen Wohnheimzimmer meist geräumt werden.

### Greek Life
Im Umfeld von 800 der 4298 amerikanischen Hochschulen existieren Studentenverbindungen (Fraternities, Frats, Sororities, Greek letter organizations, GLOs), die im Schuljahr 2015/2016 eine Gesamtmitgliedschaft von 384.193 Undergraduate-Studierenden hatten. Sie bieten ihren Mitgliedern Wohnmöglichkeiten, Unterstützung im Studium sowie auf Langfristigkeit angelegte soziale Netzwerke, in denen die Alumni die Rolle von Förderern der Karrieren der Jüngeren übernehmen. Im Schuljahr 2015/2016 betrug die Zahl der Alumni 4,2 Mio. Bei der Auswahl neuer Mitglieder sind viele Verbindungen hoch selektiv. Die Organisationen bezeichnen sich mit griechischen Buchstaben, sodass das Studentenverbindungswesen im Englischen oft als „Greek Life“ bezeichnet wird. Die Wohnkosten entsprechen in etwa denen in einem hochschuleigenen Wohnheim.

## Bildungsteilhabe
Die Bildungsteilhabe der verschiedenen Bevölkerungsgruppen der Vereinigten Staaten sowie der Geschlechter ist zum Teil ungleich:
| | High School diploma | Studierendenanteil unter den 18- bis 24-Jährigen | Hochschulerfahrung überhaupt (incl. derzeitig Studierende) | Hochschulabschluss überhaupt | Associate | Bachelor | Master  | Professional degree | Doktorgrad |
| --- | ------------------- | ------------------------------------------------ | ---------------------------------------------------------- | ---------------------------- | --------- | -------- | ------- | ------------------- | ---------- |
| Alle | 89,10 %             | 40 %                                             | 60,46 %                                                    | 41,93 %                      | 9,67 %    | 20,63 %  | 8,54 %  | 1,28 %              | 1,80 %     |
| Weiße | 93,42 %             |                                                  | 65,32 %                                                    | 46,82 %                      | 10,45 %   | 23,11 %  | 9,70 %  | 1,51 %              | 2,04 %     |
| Afroamerikaner | 87,19 %             | 36 %                                             | 54,12 %                                                    | 32,27 %                      | 9,54 %    | 15,03 %  | 6,07 %  | 0,60 %              | 1,04 %     |
| Hispanics | 72,82 %             | 36 %                                             | 41,72 %                                                    | 24,06 %                      | 7,81 %    | 11,77 %  | 3,45 %  | 0,55 %              | 0,48 %     |
| Asiaten | 90,36 %             | 65 %                                             | 71,88 %                                                    | 59,20 %                      | 6,27 %    | 30,23 %  | 15,94 % | 2,32 %              | 4,44 %     |
| Native Americans | 72 %                |                                                  |                                                            | 27 %                         |           | 10 %     | 6 %     |                     |            |
| Frauen | 89,56 %             | 44 %                                             | 62,25 %                                                    | 43,51 %                      | 10,59 %   | 21,03 %  | 9,33 %  | 1,09 %              | 1,46 %     |
| Männer | 88,60 %             | 37 %                                             | 58,55 %                                                    | 40,24 %                      | 8,69 %    | 20,20 %  | 7,70 %  | 1,49 %              | 2,17 %     |
| Orangefarbene Hervorhebung: weniger als 95 % des Vergleichsanteils der Gesamtpopulation. In dieser Statistik sind nur Personen von mindestens 18 Jahren berücksichtigt. Datenquelle, wenn nicht anders vermerkt: |                     |                                                  |                                                            |                              |           |          |         |                     |            |

Signifikante Unterschiede gibt es auch hinsichtlich der gemessenen Leistungen und der Abbrecherquoten:
| | Schulabbrecher | Mittleres High-School-GPA | Mittlere SAT-Werte | Mittlere SAT-Werte | Mittlerer ACT-Wert | Hochschulabbrecher/ Studienverschlepper* |
| Mathematik | Schulabbrecher | Mittleres High-School-GPA | Textkompetenz      |                    | Mittlerer ACT-Wert | Hochschulabbrecher/ Studienverschlepper* |
| --- | -------------- | ------------------------- | ------------------ | ------------------ | ------------------ | ---------------------------------------- |
| Alle | 5,4 %          | 3,0                       | 528                | 531                | 20,8               | 40 %                                     |
| Weiße | 4,3 %          | 3,09                      | 557                | 566                | 22,2               | 31 %                                     |
| Afroamerikaner | 6,5 %          | 2,69                      | 463                | 483                | 16,9               | 54 %                                     |
| Native Americans | 10,1 %         |                           | 480                | 469                | 17,3               | 59 %                                     |
| Hispanics | 8,2 %          | 2,84                      | 489                | 501                | 18,8               | 40 %                                     |
| Asiaten | 2,1 %          | 3,26                      | 635                | 588                | 24,5               | 23 %                                     |
| Frauen | 4,4 %          | 3,10                      | 519                | 534                | 20,8               | 37 %                                     |
| Männer | 6,4 %          | 2,90                      | 537                | 529                | 20,8               | 43 %                                     |
| *Begriffserklärung: Vollzeitstudierende, die ihr auf 4 Jahre angelegtes Studium nach 6 Jahren nicht abgeschlossen hatten. Orangefarbene Hervorhebung: nachteilhafte Abweichung um 5% oder mehr vom Vergleichsanteil bzw. Mittelwert der Gesamtpopulation |                |                           |                    |                    |                    |                                          |

### Indigene Bevölkerung

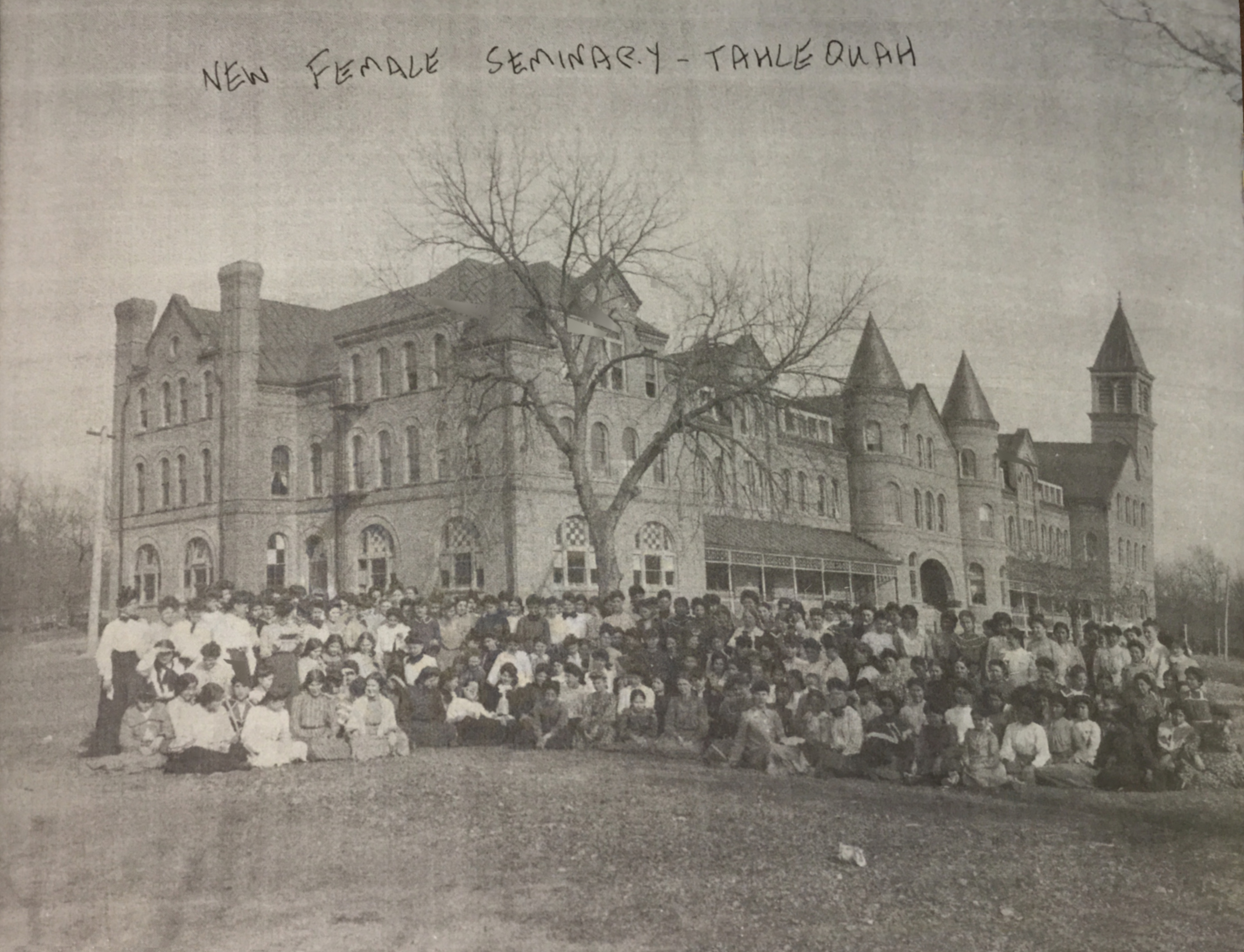
Im Gebäude des traditionsreichen Cherokee Female Seminary (Foto aus dem Jahre 1928), das seit 1909 zur Northeastern State University gehört, studieren noch heute Hunderte von Native Americans.

Zu den Personengruppen mit der geringsten Teilhabe an der Hochschulbildung zählen in den Vereinigten Staaten die Mitglieder der indigenen Völker (Indianer). Von 5,2 Mio. Indianern haben im Jahre 2013 nur 0,003 % (149 Personen) einen Doktorgrad erworben (Gesamtpopulation: 0,055 %).
Die Ursachen für die hohen Schulabbrecherquoten und niedrige Studienanfängerzahlen innerhalb der indianischen Gemeinschaft werden u. a. darin gesehen, dass diese Gemeinschaft die öffentlichen Schulen, in denen auch kaum indianische Lehrer arbeiten, als ihrer Kultur fremd und als nicht unterstützend empfindet. Indianische Schüler werden in den Schulen häufiger für Verhaltensverstöße disziplinarisch belangt bzw. vom Unterricht ausgeschlossen als Mitglieder jeder anderen ethnischen Gruppe.
Hochschulen mit hohen Anteilen indianischer Studierender sind die Northeastern State University (Tahlequah), die University of New Mexico, die University of North Carolina at Pembroke und die University of Alaska Fairbanks. Darüber hinaus existieren derzeit auch 32 akkreditierte Hochschulen, die von indianischen Völkern betrieben werden (Tribal Colleges and Universities, TCUs); die Zahl der dort Studierenden beträgt rund 30.000 (8,7 % aller indianischen Studierenden).

### Hispanics

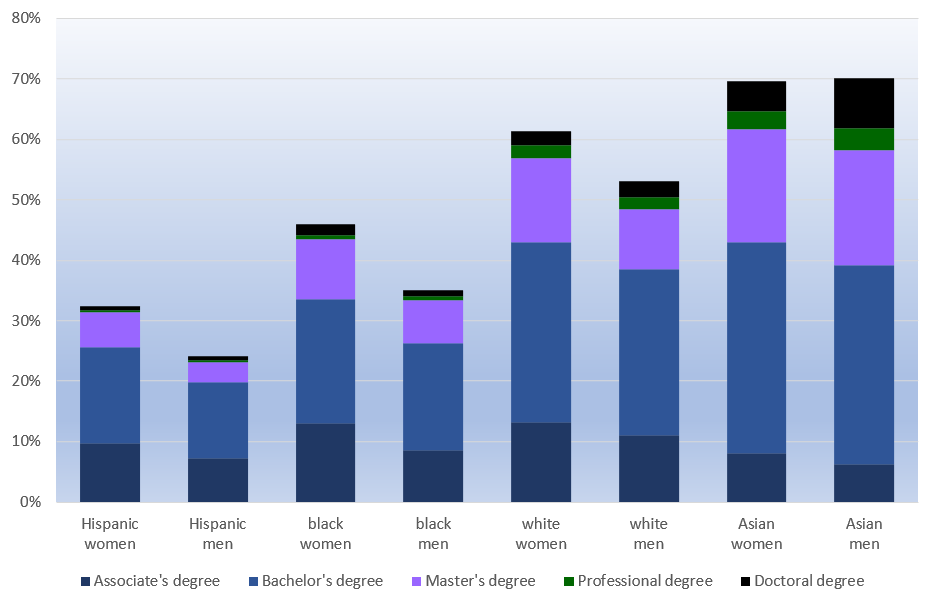
Anteil der Hochschulabsolventen in verschiedenen ethnischen Gruppen, nach Geschlecht (nur Personen zwischen 40 und 59 Jahren)

Eine weitere Gruppe mit vergleichsweise geringem Hochschulbesuch sind die Hispanics. Im Jahre 2018 hatten nur knapp 42 % aller erwachsenen Hispanics Zeit an einer Hochschule verbracht (Gesamtpopulation: 60 %), wobei der Akademikeranteil bei den Männern stagniert, während er bei den Frauen in den letzten Jahrzehnten stetig gewachsen ist; von den weiblichen Hispanics zwischen 18 und 24 Jahren hatten im Jahre 2018 fast 52 % Studienerfahrung gesammelt. In einigen Bundesstaaten ist die Bildungskluft zwischen Hispanics und den anderen Ethnien noch stärker ausgeprägt, etwa im bevölkerungsreichsten Staat, Kalifornien, in dem sie mehr als ein Drittel der erwachsenen Bevölkerung ausmachen, aber nur zu 18 % einen Hochschulabschluss innehaben (weiße Bevölkerung: 53 %).
Als Faktoren für die Bildungsbenachteiligung der Hispanics werden meist die Tatsachen genannt, dass viele von ihnen Einwanderer und/oder sehr arm sind. Viele hispanische Studierende tragen die Bürde, die ersten in ihrer Familie zu sein, die herausfinden müssen, wie Studieren überhaupt geht. Insbesondere für illegale Einwanderer ist es schwierig, für ein Hochschulstudium Finanzhilfen zu bekommen. Um gezielt Kindern illegaler Einwanderer zu Studierchancen zu verhelfen, hat im Jahre 2010 Kalifornien seinen DREAM (Development, Relief, and Education for Alien Minors) Act verabschiedet, ein Gesetz, das diese Bewerber in bestimmten Punkten den Kindern von Staatsbürgern gleichstellt.

### Afroamerikaner

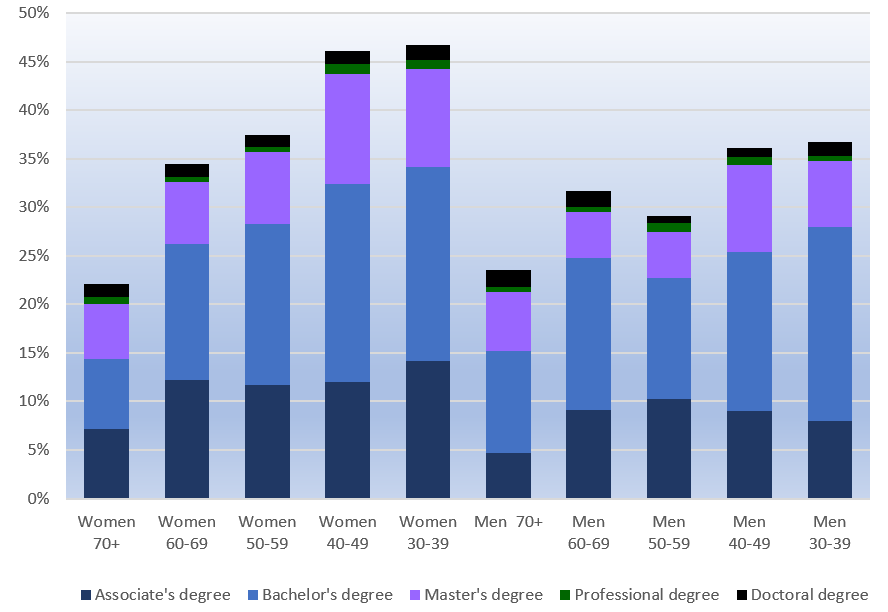
Anteil der Hochschulabsolventen bei Afroamerikanern, nach Geschlecht und Alter

Deutlich unterdurchschnittlich ist die Teilhabe an der Hochschulbildung auch in der afroamerikanischen Gemeinschaft, und hier insbesondere bei den Männern. In der Kohorte der 25- bis 54-Jährigen haben 43 % der Frauen, aber nur 33 % der Männer einen Hochschulabschluss. Offensichtliche Faktoren bei der Bildungsbenachteiligung von Afroamerikanern sind ihre im Mittel schlechten Schulnoten sowie ihr schlechtes Abschneiden in Leistungstests wie SAT und ACT.
Zu den möglichen Ursachen des Racial Achievement Gap sind bis heute zahlreiche Theorien entstanden, bei denen zumeist die Bildungsförderung in Kindheit und Schulzeit im Mittelpunkt steht. Viele Afroamerikaner bevorzugen das Studium an einer historisch schwarzen Hochschule (Historically Black Colleges and Universities, HBCU; Beispiele: Spelman College, Howard University, Hampton University). Im Jahre 2017 waren an den 102 HBCUs des Landes 298.000 Studierende eingeschrieben. Häufiger als Mitglieder anderer ethnischer Gruppen nehmen afroamerikanische Vollzeitstudierende finanzielle Unterstützung in Anspruch: Im Schuljahr 2015/2016 haben 88 % von ihnen Studienbeihilfen (grants) und 71 % Studiendarlehen (loans) erhalten. Dennoch wird das Studium oft abgebrochen.

### Asiaten

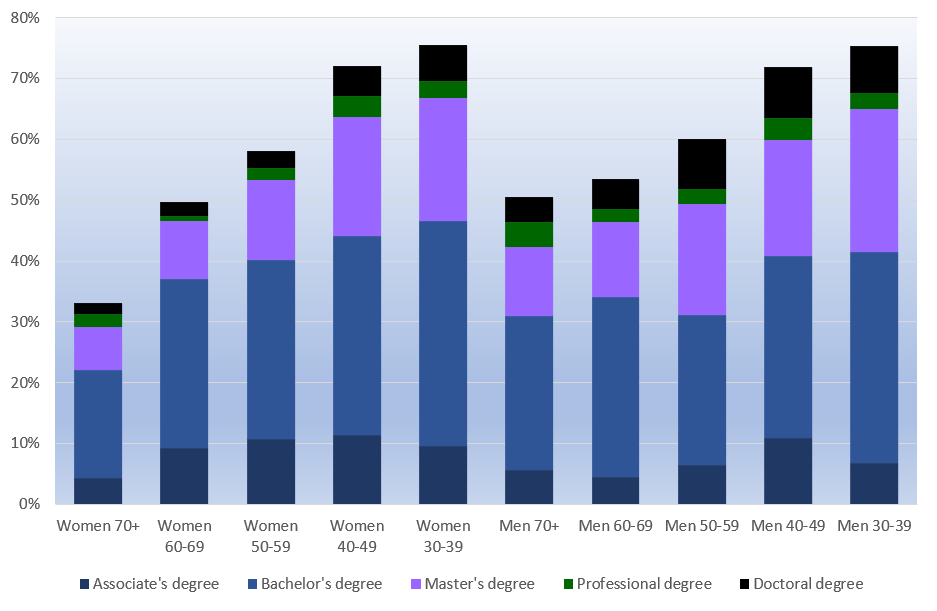
Die asiatischstämmigen Amerikaner sind die einzige Bevölkerungsgruppe in den USA, in der die Männer mit dem weiblichen Bildungszuwachs Schritt halten können.

In den Vereinigten Staaten wurden bei der Volkszählung des Jahres 2010 über 17,32 Mio. ethnische Asiaten gezählt, darunter 3,79 Mio. Chinesen, 3,41 Mio. Philippiner und 3,18 Mio. Inder. Bei zwei Dritteln dieser Population handelt es sich um Einwanderer der ersten Generation. Die asiatischstämmigen Amerikaner nehmen im 21. Jahrhundert in deutlich überproportionalem Umfange an der Hochschulbildung teil. Diese Entwicklung hat Hintergründe wie z. B. die nach dem Tian’anmen-Massaker (1989) auf der Grundlage des Chinese Student Protection Act of 1992 erfolgte Einbürgerung von 54.396 gebildeten Chinesen. Im 21. Jahrhundert bewarben sich so viele hochqualifizierte asiatischstämmige Studierwillige an den Spitzenuniversitäten, dass einige davon, u. a. Harvard, Asiatenquoten einführten, wegen der sie aufgrund der Verfassungsfeindlichkeit dieser Maßnahme freilich unter juristischen Druck gerieten.
Die asiatischstämmigen Amerikaner haben von allen ethnischen Hauptgruppen im Lande die niedrigste Schulabbrecherquote (2,1 % [Gesamtpopulation: 5,4 %]) und die niedrigste Studienabbrecherquote (20,0 % [30,5 %]). Asiatisch-amerikanische High-School-Absolventen haben das höchste mittlere GPA, die höchsten SAT- und die höchsten ACT-Werte (siehe vorausgegangenen Abschnitt). Seltener als andere Amerikaner besitzen die asiatischstämmigen einen Associategrad, während sie bei allen höheren Abschlüssen deutlich überrepräsentiert sind. Besonders häufig ist der Bachelorgrad bei Indern (72 %), Malaysiern (60 %), Mongolen (59 %), Sri-Lankern (57 %), Chinesen (54 %), Koreanern und Pakistanern (je 53 %). Über die Ursachen der einzigartigen Erfolgsgeschichte der asiatischstämmigen Amerikaner im amerikanischen Bildungssystem haben viele Forscher Überlegungen angestellt; als Hauptfaktor wird hierbei meist der hohe Stellenwert benannt, den Bildung und schulischer Erfolg in den Kulturen der Herkunftsländer einnehmen, verbunden mit einem Rückgang rassistischer Vorurteile, die Asiaten in den USA noch im 20. Jahrhundert stets behindert hatten.

### Frauen und Männer

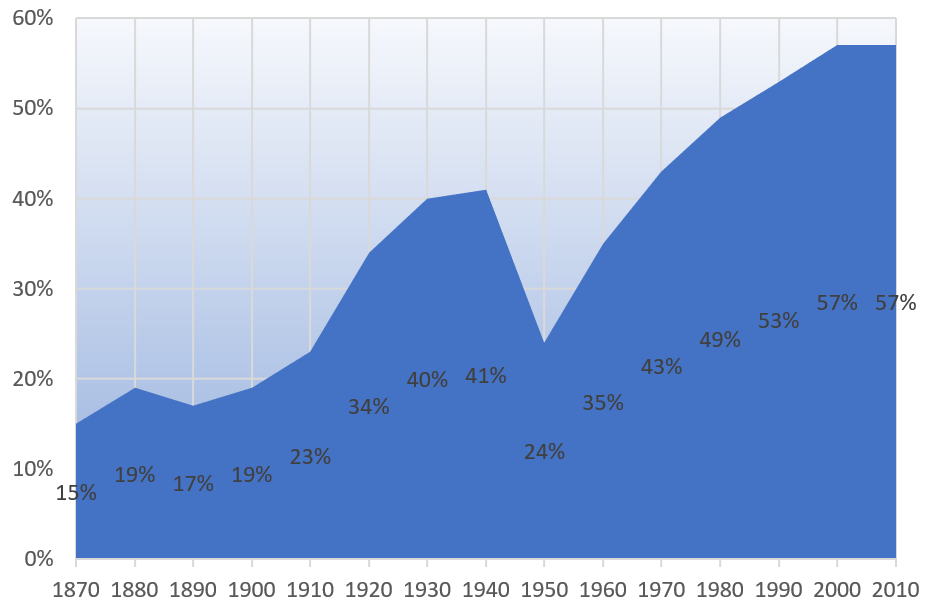
Anteil der Bachelorgrade, die an Frauen verliehen wurden (1870–2010)

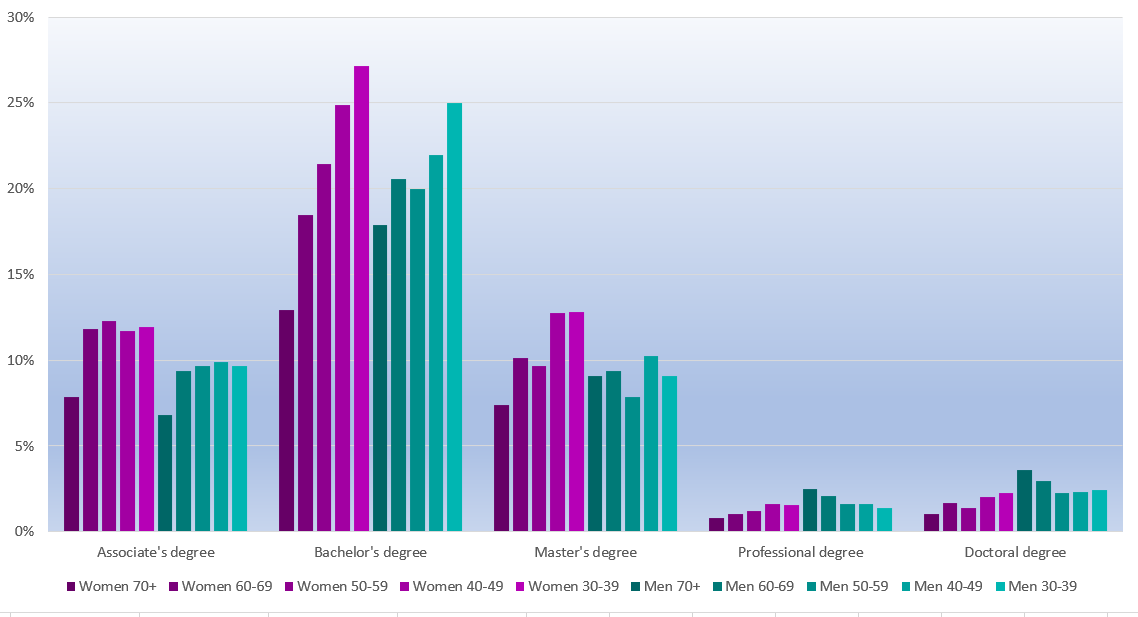
Collegeabschlüsse nach Geschlecht und Alter (2018)

Das higher-education gender gap, die Ungleichverteilung der Geschlechter unter den Studierenden, erlebte in den 1980er Jahren eine Umkehr: Seither studieren mehr Frauen als Männer; seit den 1990er Jahren klafft die higher-education gender gap immer weiter auseinander; im Jahr 2021 waren 58 % der Studierenden Frauen und nur noch 42 % Männer. Zu den Faktoren dieser Entwicklung zählten in den 1970er und 1980er Jahren die zunehmende Beschäftigung von Mädchen mit MINT-Fächern, sowie ein Wandel des Arbeitsmarktes, der qualifizierten Frauen immer mehr attraktive Tätigkeiten bot.
Unterschiede zwischen weiblichen und männlichen Studierenden bestehen oft in der Wahl der Hauptfächer (Bachelorstudium). Zwar sind in vielen der beliebtesten Fächer die Geschlechter etwa gleich verteilt (Wirtschaft, Gesellschaftswissenschaft, Biologie). Andere werden jedoch deutlich von Frauen (Gesundheit, Erziehung, Psychologie, Kommunikationswissenschaft) bzw. von Männern (Informatik, Ingenieurswissenschaft) bevorzugt. Seit 2016 studieren an den amerikanischen Law Schools mehr Frauen als Männer (2018: 52,4 %). Auch an den Medical Schools schreiben sich seit 2017 mehr weibliche als männliche Studierende ein (2018: 51,6 %).
Trotz des Aufholens der Frauen im tertiären Bildungsbereich besteht in den Vereinigten Staaten zwischen den Geschlechtern weiterhin ein starkes Einkommensgefälle. Ein Associategrad bringt Frauen ein mittleres Jahresgehalt von 43.000 US-Dollar (Männer: 59.000 US-Dollar), ein Bachelorgrad 61.000 US-Dollar (Männer: 87.000 US-Dollar) und ein Master- oder Doktorgrad 83.000 US-Dollar (Männer: 92.000). Im Schnitt müssen Frauen, um ebenso viel wie Männer zu verdienen, also einen Abschlussgrad mehr erwerben.

## Hochbegabtenförderung
Mehr als 70 % der High Schools bieten ihren hochbegabten Schülern Dual Enrollment (auch: Concurrent Enrollment) an, den Besuch von Hochschulkursen – insbesondere am örtlichen Community College –, während sie noch die High School besuchen. Für die teilnehmenden Schüler hat dies mehrere Vorteile: In ihren stärksten Fächern belegen sie statt des schuleigenen Unterrichts Kurse auf Collegeniveau, in denen sie gleichzeitig normale Schulnoten erwerben; gleichzeitig erwerben sie auch Leistungspunkte (Credits), die es ihnen unter bestimmten Umständen erlauben, die entsprechenden Kurse später im regulären Studium nicht mehr belegen zu müssen.
Vereinzelt sind in den Vereinigten Staaten Fällen von extrem Hochbegabten wie Michael Kearney bekannt geworden, der nach Homeschooling – eine öffentliche Schule durfte er aufgrund seines geringen Alters noch nicht besuchen – sein High School Diploma bereits im Alter von sechs Jahren erwarb, danach direkt zu studieren begann und seinen Bachelorgrad an der University of South Alabama 1994 im Alter von zehn Jahren erwarb. Im Schuljahr 2015/2016 waren 4 % der Studienanfänger an vierjährigen Colleges jünger als 18 Jahre.

## Studierendenmobilität

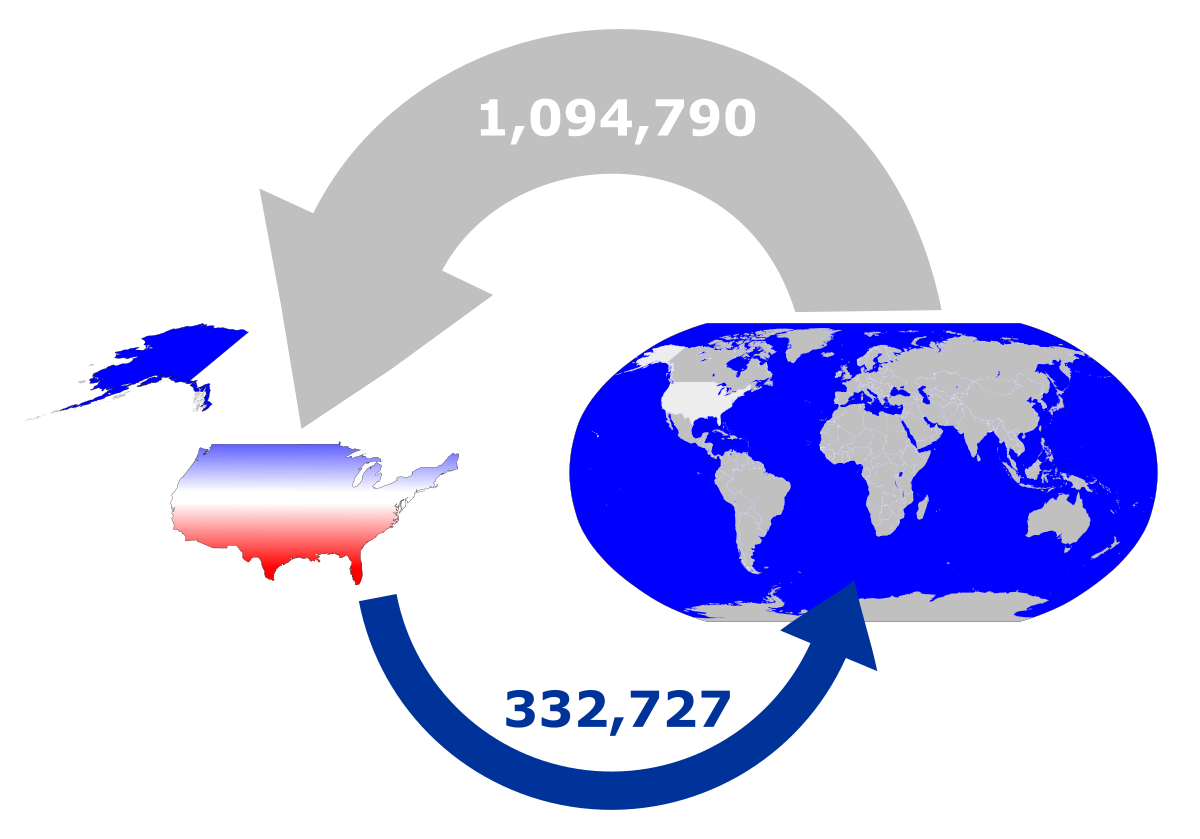
Im Jahre 2017 waren mehr als dreimal so viele Ausländer zum Studieren in den USA als umgekehrt Amerikaner zum Studieren im Ausland waren.

### Ausländische Studierende in den Vereinigten Staaten

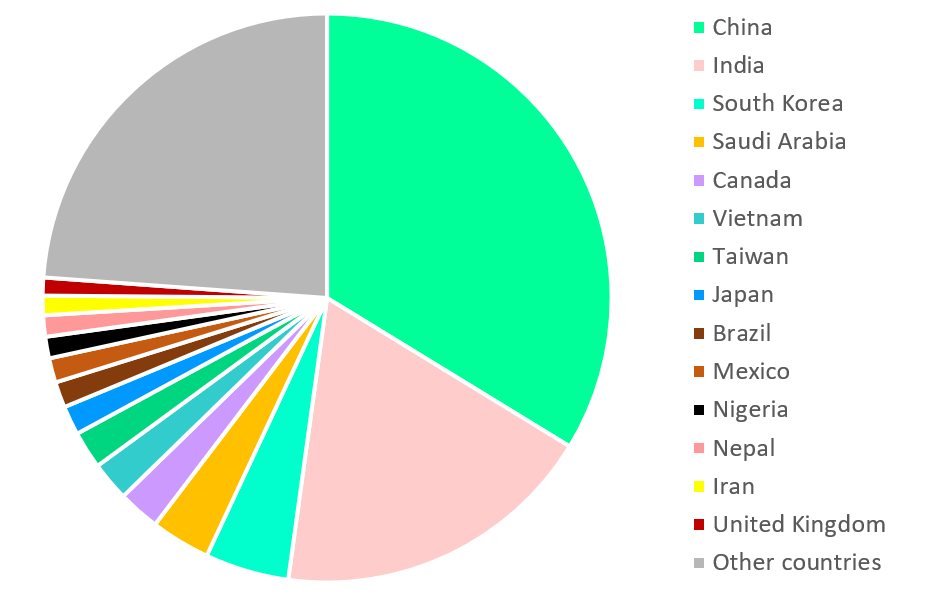
Herkunft der ausländischen Studierenden

Im Jahre 2018 waren an den amerikanischen Hochschulen 1.094.792 ausländische Studierende (international students) eingeschrieben. 34,5 % davon waren Graduatestudenten. Die Studiengebühren, die ausländische Studierende in den Vereinigten Staaten pro Jahr gezahlt haben, betrugen im Mittel 24.914 US$.
Mehr als die Hälfte der ausländischen Studierenden kam aus der Volksrepublik China oder aus Indien. 0,84 % (9191 Personen) kamen aus Deutschland. Weitere europäische Länder, aus denen viele junge Leute zum Studieren in die USA gehen, sind Großbritannien (11.146), Frankreich (8716) und Spanien (7262). Typische Fächer, die Ausländer in den Vereinigten Staaten studieren, sind Ingenieurwissenschaften (21 %), Betriebswirtschaft (19 %) und Mathematik/Informatik (15 %).
Studienbewerber aus Deutschland benötigen meist das Abitur; je nach Studienfach und Hochschule genügt unter Umständen aber auch eine fachgebundene bzw. Fachhochschulreife. Das Bewerbungsverfahren für Ausländer entspricht weitgehend dem für Inländer. Darüber hinaus müssen Ausländer jedoch gute englische Sprachkenntnisse (TOEFL bzw. IELTS) sowie Zahlungsfähigkeit nachweisen; nach der Zusage für einen Studienplatz müssen sie ein Visum beantragen. Die wichtigsten Stipendiengeber für Deutsche, die in den USA studieren wollen, sind die Fulbright-Organisation, die Studienstiftung des deutschen Volkes, der VDAC und der DAAD. Der Potsdamer Dienstleister Epro 360 hat 2014 begonnen, Stipendien für USA-Studierende zu vermitteln.

### Amerikanische Studierende im Ausland
Im Schuljahr 2017/2018 haben 341.751 amerikanische Studierende Leistungspunkte an ausländischen Hochschulen erworben. In einigen Studiengängen ist ein zeitweiliges Auslandsstudium für die Studierenden Pflicht.

### Mobilität amerikanischer Studierender im Inland

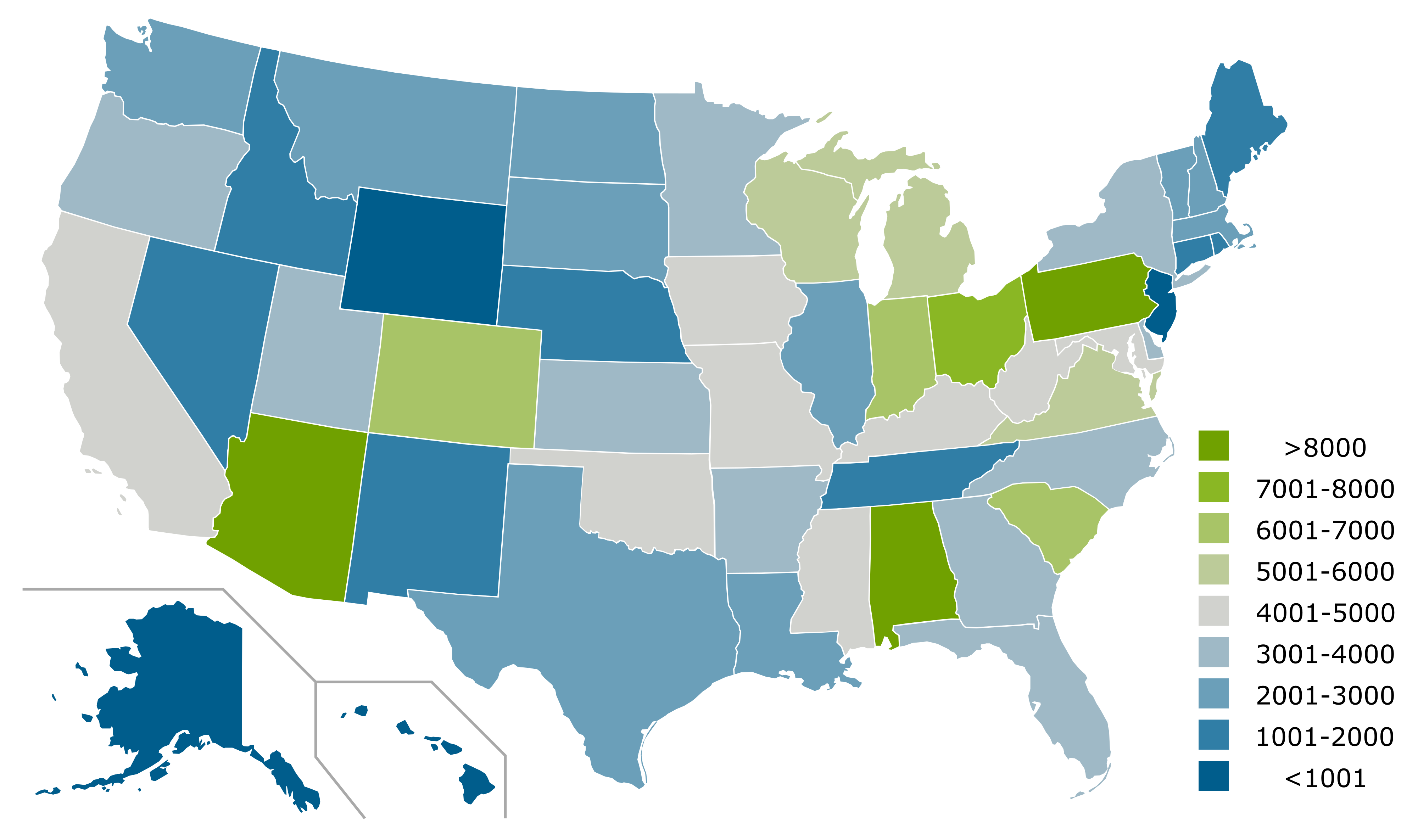
Die Hauptziele der studentischen Binnenmigration (nur Studierende an öffentlichen Hochschulen)

Im Jahre 2014 haben 180,881 Amerikaner an öffentlichen Hochschulen auswärtiger Bundesstaaten studiert; das waren 1,2 % aller an öffentlichen Hochschulen Studierenden. Besonders nachgefragt waren Pennsylvania, Alabama und Arizona; den größten Studierendenexport dagegen hatten Kalifornien, Illinois, New Jersey und Texas. Hauptgrund für die geringe Binnenmobilität der an öffentlichen Hochschulen Studierenden sind die erhöhten Studiengebühren, die bei Studierenden erhoben werden, die keine Wohnsitzhistorie innerhalb des Bundesstaates nachweisen können (out-of-state tuition).

## Qualität der amerikanischen Hochschulen
Welche Kriterien für die Qualität einer Hochschule herangezogen werden sollten, ist in der Literatur weithin strittig. Es gibt in den Vereinigten Staaten verschiedene Assessments, darunter z. B. Peterson’s Guide, dessen zentrales Kriterium die Frage ist, wie sehr Absolventen einer bestimmten Hochschule ihrer eigenen Einschätzung nach von ihrem Studium profitiert haben.
Eines von vielen diskutierten Kriterien ist die Fähigkeit einer Hochschule, ihre Studierenden so zu unterstützen, dass sie ihren Studienabschluss innerhalb des vorgesehenen Zeitraumes erwerben, also hohe Abschlussquoten hervorzubringen. In den Vereinigten Staaten schwanken diese Quoten von Hochschule zu Hochschule sehr stark. An nicht-kommerziellen privaten Hochschulen sind sie im Mittel höher als an öffentlichen. So schließen an privaten Hochschulen 52,8 % der Studierenden ihre Ausbildung innerhalb von 4 Jahren ab; nach 6 Jahren haben 65,4 % aller Studierenden ihren Abschluss erlangt. An öffentlichen Hochschulen betragen die entsprechenden Quoten 33,3 % bzw. 57,6 %.

## Amerikanische Hochschulen in der Literatur
Zu den literarischen Genres, die Einblicke ins amerikanische Universitätsleben bieten, zählt der in den 1950er Jahren entstandene Campusroman mit Beispielen wie The Groves of Academe (1952) von Mary McCarthy.

### In deutscher Sprache
- Andrea Hufnagel: Leben und studieren in den USA. Trainingsprogramm für Studenten, Schüler und Praktikanten. Vandenhoeck & Ruprecht, 2006, ISBN 978-3-525-49064-8.
- Christina Klein: Studieren in den USA. Interna Aktuell, 2006, ISBN 978-3-937887-84-5.

### In englischer Sprache
Geschichte
- John S. Brubacher, Willis Rudy: Higher Education in Transition. A History of American Colleges and Universities. 4. Auflage. Routledge, 1997, ISBN 978-1-56000-917-7 (eingeschränkte Vorschau in der Google-Buchsuche).
- Arthur M. Cohen, Carrie B. Kisker: The Shaping of American Higher Education. Emergence and Growth of the Contemporary System. 2. Auflage. Jossey-Bass, 2009, ISBN 978-0-470-48006-9 (eingeschränkte Vorschau in der Google-Buchsuche).
- Roger L. Geiger: The History of American Higher Education: Learning and Culture from the Founding to World War II. Princeton University Press, 2016, ISBN 978-0-691-17306-1 (eingeschränkte Vorschau in der Google-Buchsuche – gilt als das Standardwerk).
- Christopher J. Lucas: American Higher Education. A History. 2. Auflage. Palgrave Macmillan, 2006, ISBN 978-1-4039-7289-7.
- Frederick Rudolph: The American College and University: A History. 2. Auflage. University of Georgia Press, 1991, ISBN 978-0-8203-1284-2 (eingeschränkte Vorschau in der Google-Buchsuche).
- John R. Thelin: A History of American Higher Education. 3. Auflage. Johns Hopkins University Press, 2019, ISBN 978-1-4214-2883-3 (eingeschränkte Vorschau in der Google-Buchsuche).
- Laurence R. Veysey: The Emergence of the American University. University of Chicago Press, 1970, ISBN 978-0-226-85456-4 (eingeschränkte Vorschau in der Google-Buchsuche).

Gegenwartsprobleme
- Michael N. Bastedo, Philip G. Altbach, Patricia J. Gumport: American Higher Education in the Twenty-First Century: Social, Political, and Economic Challenges. Johns Hopkins University Press, 2016, ISBN 978-1-4214-1990-9 (eingeschränkte Vorschau in der Google-Buchsuche).
- Derek Bok: Higher Education in America. Princeton University Press, 2015, ISBN 978-0-691-16558-5 (eingeschränkte Vorschau in der Google-Buchsuche).
- Jonathan R. Cole: The Great American University: Its Rise to Preeminence, Its Indispensable National Role, Why It Must Be Protected. PublicAffairs, 2012, ISBN 978-1-61039-097-2 (eingeschränkte Vorschau in der Google-Buchsuche).
- Adam Harris: The State Must Provide: Why America's Colleges Have Always Been Unequal--And How to Set Them Right. Ecco, New York 2021, ISBN 978-0-06-297648-2.
- Barrett J. Taylor, Brendan Cantwell: Unequal Higher Education: Wealth, Status, and Student Opportunity. Rutgers University Press, 2019, ISBN 978-0-8135-9349-4.